# Weserrenaissance

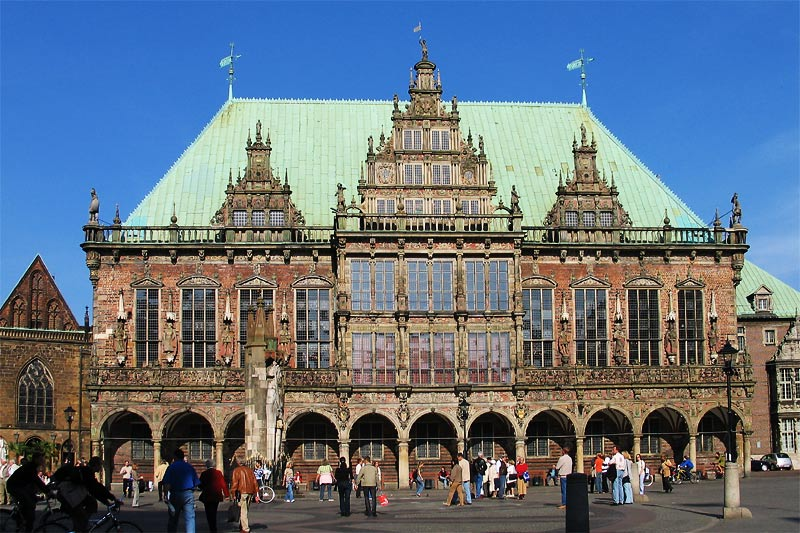
Rathaus in Bremen

Der als Weserrenaissance bezeichnete Baustil ist eine regionale Variante der nordischen Renaissance. Zwischen dem Beginn der Reformation und dem Dreißigjährigen Krieg erlebte der Weserraum einen Bauboom, wobei die Weser, die als Verkehrsweg für Waren und Ideen eine wesentliche Rolle spielte, nur die nord-südliche Ausdehnung der Kulturregion definiert, die sich nach Westen bis Osnabrück und nach Osten bis über Wolfsburg hinaus erstreckt. Schlösser, Adelshöfe, Rat- und Bürgerhäuser sowie Sakralbauten der Renaissance haben sich in ungewöhnlich hoher Dichte erhalten, weil sich die Region wirtschaftlich nur schleppend von den Folgen des Dreißigjährigen Krieges erholte und für eine barocke Umgestaltung, wie sie etwa in Süddeutschland erfolgte, die Mittel fehlten. Eine Fortsetzung fand die Weserrenaissance im Weserbarock.

## Begriffsgeschichte
Der um 1912 von Richard Klapheck geprägte Begriff legte nahe, dass sich die Renaissance entlang der Weser durch eine eigenständige Stilentwicklung auszeichnet. Max Sonnen, der die Wortschöpfung 1918 in seinem Buch „Die Weserrenaissance“ aufgriff, sortierte die Bauwerke ohne Rücksicht auf die historischen Entstehungsumstände nach rein formalen Gesichtspunkten, um daraus eine stilistische Entwicklungsgeschichte abzuleiten. Die Vorstellung einer regionalen Renaissance im Sinne eines autonomen kulturellen Phänomens basierte auf nationalistischem Gedankengut seit dem ausgehenden 19. Jahrhundert, in dem auch das Provinzielle als identitätsstiftend seinen Platz hatte (siehe Deutsche Sondergotik, Rheinische oder Sächsische Romanik).
1964 legten Jürgen Soenke und der Fotograf Herbert Kreft ebenfalls unter dem Titel „Die Weserrenaissance“ eine Bestandsaufnahme der Renaissancebauten vor. Im Schlusswort heißt es: „Diese Architektur wurzelt in der Landschaft, in der sie steht. Sie ist volkstümlich, weil die Menschen, die sie schufen […] aus dem Volke kamen. Die Weserrenaissance ist eben eine Volkskunst.“ Für Soenke verbarg sich also hinter den gemeinsamen Merkmalen eine autochthone (bodenständige) Stilentwicklung. Das bis 1986 in sechs Auflagen erschienene Werk verhalf dem kunsthistorischen Begriff zu einer Popularität, die über Fachkreise weit hinausging und wurde zu einer Art populärem Markenzeichen.
Internationale Beachtung verdankt der Begriff Weserrenaissance Henry-Russell Hitchcock, der mit ihm in seiner „German Renaissance Architecture“ von 1981 operiert, dabei aber weniger die regionalen Besonderheiten betont, sondern die größeren entwicklungsgeschichtlichen Zusammenhänge aufzeigt. In jüngerer Zeit wurde die Vorstellung einer kulturräumlichen Identität, die es in der frühen Neuzeit nicht gab, durch die Forschungsarbeiten am 1986 gegründeten Weserrenaissance-Museum Schloss Brake kritisiert. Dabei gerieten vor allem die Träger kulturellen Transfers in den Blick, etwa das Architekturvorlagenwesen, auswärtige Baumeister und überregional agierende Bauherren sowie die europaweit verbindlichen Leitbilder höfischer Kultur.

## Entwicklungsgeschichte
Bezeichnend für adelige Bautätigkeit im 16. Jahrhundert ist die Umwandlung einer mittelalterlichen Burg zum repräsentativen Schloss, wobei zunächst vor allem Zweiflügelanlagen entstanden. Die geschlossene Anlage mit aufeinanderstoßenden Flügeln und Treppentürmen im Hofwinkel wurde in der Weserregion im Laufe des 16. Jahrhunderts zur bevorzugten landesherrlichen Bauform, die auch bald vom niederen Adel aufgegriffen wurde. Die charakteristischen Zwerchhäuser (mittelhochdeutsch 'twerh' = quer) mit sogenannten welschen Giebeln (welsch = italienisch) eigneten sich besonders gut als Herrschaftssymbol, da sie bei Schlössern wie denen in Detmold, Celle oder Bückeburg, die von hohen Wällen umgeben waren, schon aus der Ferne zur Geltung kamen. Neben den Vierflügelanlagen gab es auch dreiflügelige Schlösser, sei es geometrisch streng geschlossen wie die Wewelsburg oder zum Wirtschaftshof hin offen, wie Schwöbber. Auch Zweiflügelanlagen sowie einflügelige Bauten gehören zum Repertoire der Schlossarchitektur entlang der Weser.
An den höfischen Vorbildern orientierte sich nicht nur der niedere Adel; auch bürgerliche Bauherren bedienten sich der neuen Formen, um ihren gewachsenen gesellschaftlichen Einfluss zu dokumentieren. Rathäuser, wie etwa in Celle und Lemgo, wurden mit traufseitigen Giebeln oder Standerkern versehen (auch Aus- oder Utluchten genannt), manchmal auch gleich mit einer vollständigen Renaissancefassade verblendet, wie es in Bremen geschah. Von Nienburg über Minden, Bielefeld, Hameln und Höxter bis Hannoversch Münden und Einbeck entstanden prächtige Bürgerhäuser, die in der Regel durch ihr großes Dielentor gekennzeichnet sind.
Der Kirchenbau verlangte ebenfalls nach neuen architektonischen Lösungen. Mit der herausgehobenen Position der Kanzel und dem ihr direkt gegenüber platzierten Gestühl wurde die zentrale Bedeutung des gesprochenen Wortes auch in der Raumgestaltung sichtbar. Die Schlosskapellen von Celle und Bückeburg sind ebenso Beispiele dieser sinnfälligen Anordnung wie die bedeutenden Stadtkirchen von Wolfenbüttel und Bückeburg. Einen Höhepunkt erlebte die protestantische Kunst der Weserregion unter dem Schaumburger Fürsten Ernst, der zu Beginn des 17. Jahrhunderts mit dem Mausoleum Stadthagen und dem von Adriaen de Vries geschaffenem Grabmal ein Bauwerk errichten ließ, das an die florentinische Renaissance erinnert. Zur selben Zeit schufen der Goldschmied Antonius Eisenhoit die Altarausstattung für den katholischen Fürstbischof Dietrich von Fürstenberg und der Bildhauer Heinrich Gröninger dessen monumentales Grabmal im Dom zu Paderborn.

### Wirtschaftliche Grundlagen
Bereits im Mittelalter fungierte die Weser als Transportweg für Baumaterialien, namentlich Bauholz aus dem Weserbergland, Sandsteinplatten als Bodenbelag aus dem Solling und der leicht zu bearbeitende Oberkirchner Sandstein, der über Bremen (daher auch Bremer Stein genannt) in die Niederlande und in das Baltikum exportiert wurde. Daneben florierte, bedingt durch Missernten im Mittelmeergebiet, ab 1550 die Getreideausfuhr, parallel dazu vollzogen sich Umstrukturierungen in der Landwirtschaft zugunsten adliger Großbetriebe durch Aneignung früheren kirchlichen oder bäuerlichen Grundbesitzes. Die Besitzarrondierung wurde ermöglicht durch einen Vermögenszuwachs des nordwestdeutschen Adels durch Militärdienst in den niederländischen Religionskriegen oder im landesherrlichen Verwaltungsdienst. Als Umschlagplätze partizipierten vor allem die Städte entlang der Weser an diesem wirtschaftlichen Aufschwung, der eine entsprechende Baukonjunktur im Adel und Bürgertum auslöste.

### Stilistische Entwicklung
Stellvertretend für die erste Entwicklungsstufe ab 1530 steht der aus Tübingen als Baumeister der fürstlichen Schlösser Neuhaus, Stadthagen und Detmold berufene Jörg Unkair. Kennzeichnend für seine Architekturgestaltung ist die Verwendung einfacher geometrischer Großformen mit halbkreisförmigen, sogenannten „welschen“ Giebeln nach dem Vorbild der venezianischen Renaissancebaukunst, etwa der Kirche Santa Maria dei Miracoli, in Kombination mit durchaus traditionellen spätgotischen Formenelementen. Eine entscheidende Verbreitung und Popularisierung fand das Motiv des Halbkreisgiebels in den Fächerrosetten der bürgerlichen Fachwerkbauten der Weserstädte.
In der zweiten Entwicklungsphase dominierte ab 1560 der niederländische Einfluss, kenntlich vor allem am Rollwerkgiebel. Das ehrgeizigste Projekt dieser Phase, das landesherrliche Schloss in Hannoversch Münden, blieb unvollendet. Die beiden führenden Baumeister der Zeit waren Cord Tönnis in Detmold und Hermann Wulff in Lemgo.
Die dritte Entwicklungsphase ab 1590, dem das Rattenfängerhaus und das Hochzeitshaus in Hameln sowie die benachbarte Hämelschenburg angehören, wird von einem ausgesprochenen Dekorationsstil mit Bändern aus Kerbschnittquadern beherrscht. Der Beginn des Dreißigjährigen Kriegs setzte ab 1620 ein Ende der baukünstlerischen Entwicklung.

## Städte der Weserrenaissance
- Bad Hersfeld (Fulda → Weser)
- Bad Salzuflen (Werre → Weser)
- Barntrup (Bega → Werre → Weser)
- Bevern bei Holzminden (Weser)

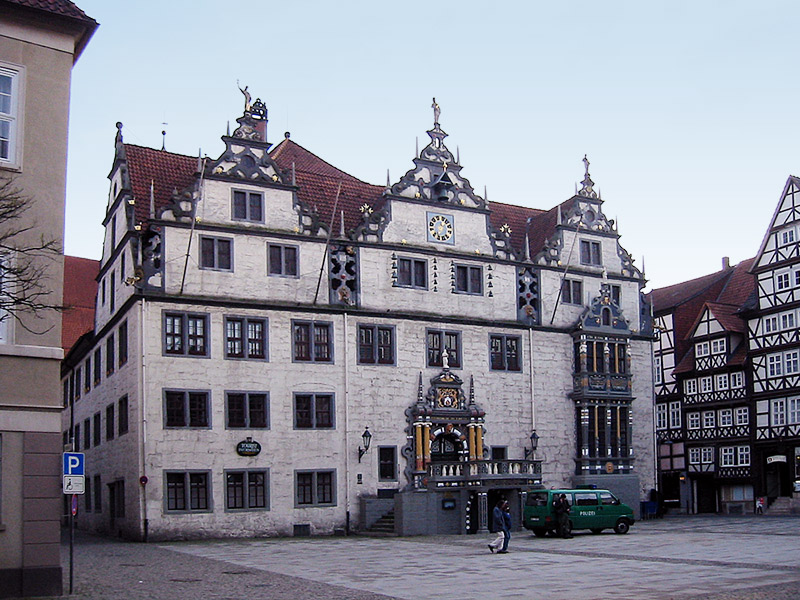
Rathaus Münden

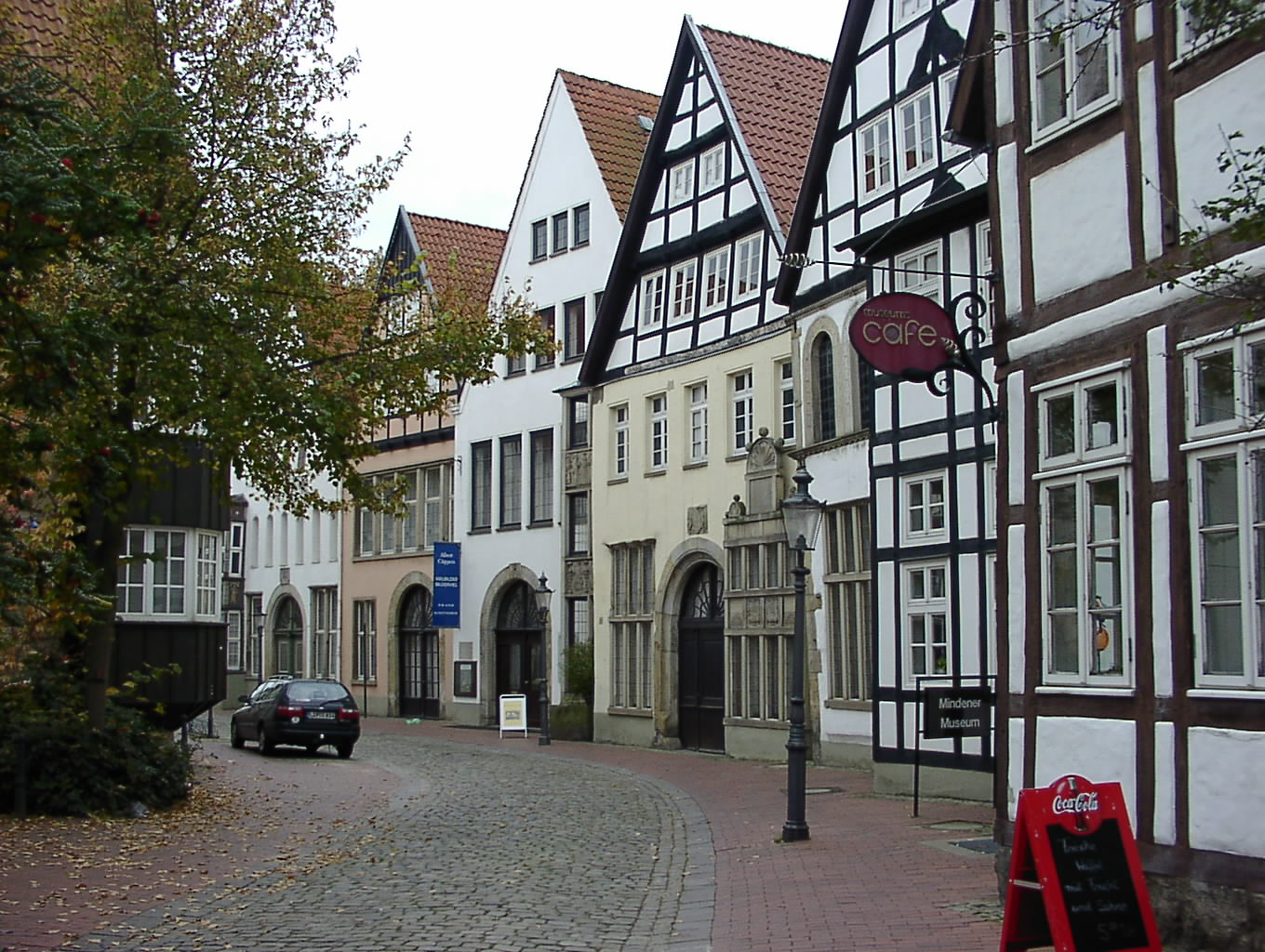
Museumszeile Minden

- Bielefeld (Lutter → Westfälische Aa → Werre → Weser)
- Brakel (Brucht → Nethe)
- Bremen (Weser)
- Bückeburg (östlich der Weser)
- Celle (Aller → Weser)
- Detmold (Werre → Weser)
- Einbeck (Ilme → Leine → Aller → Weser)
- Gifhorn (Aller → Weser)
- Hameln (Weser)
- Hann. Münden (Weser)
- Helmstedt (Aller → Weser) östlichster Vertreter
- Hessisch Oldendorf (Weser)
- Höxter (Weser)
- Kassel (Fulda → Weser)
- Lemgo (Bega → Werre → Weser)
- Minden (Weser)
- Nienburg/Weser
- Osnabrück (Hase → Ems)
- Paderborn (Pader → Lippe → Rhein)
- Rinteln (Weser)
- Stadthagen (östlich der Weser)
- Steinheim (Emmer → Weser) (Wasserschloss Thienhausen)
- Wolfhagen (mit Ortsteil Elmarshausen; Erpe → Twiste → Diemel → Weser)
- Wolfsburg (Aller → Weser), nordöstlichster Vertreter

## Bekannte Bauwerke der Weserrenaissance
- Alte Lateinschule Alfeld

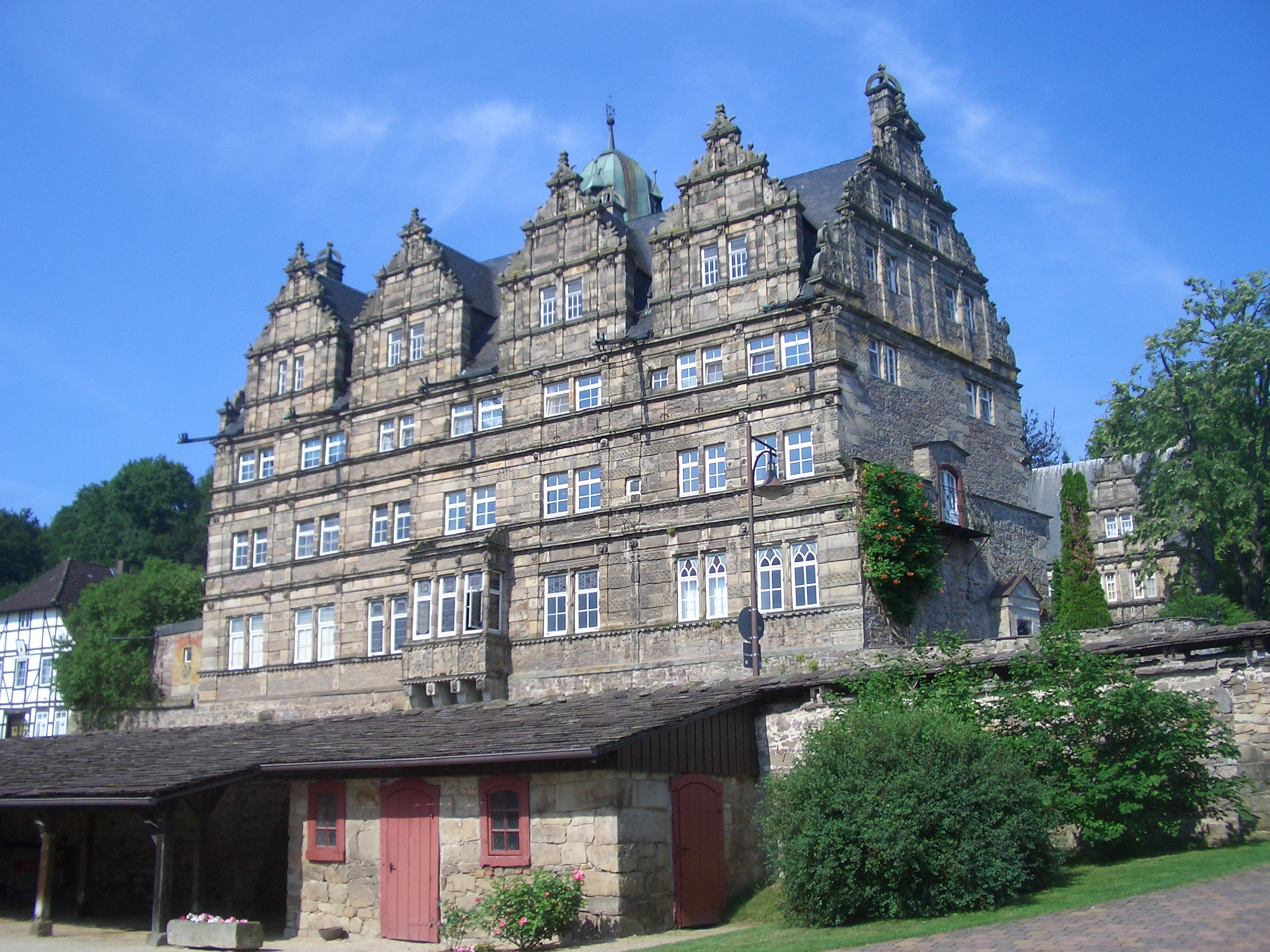
Schloss Hämelschenburg

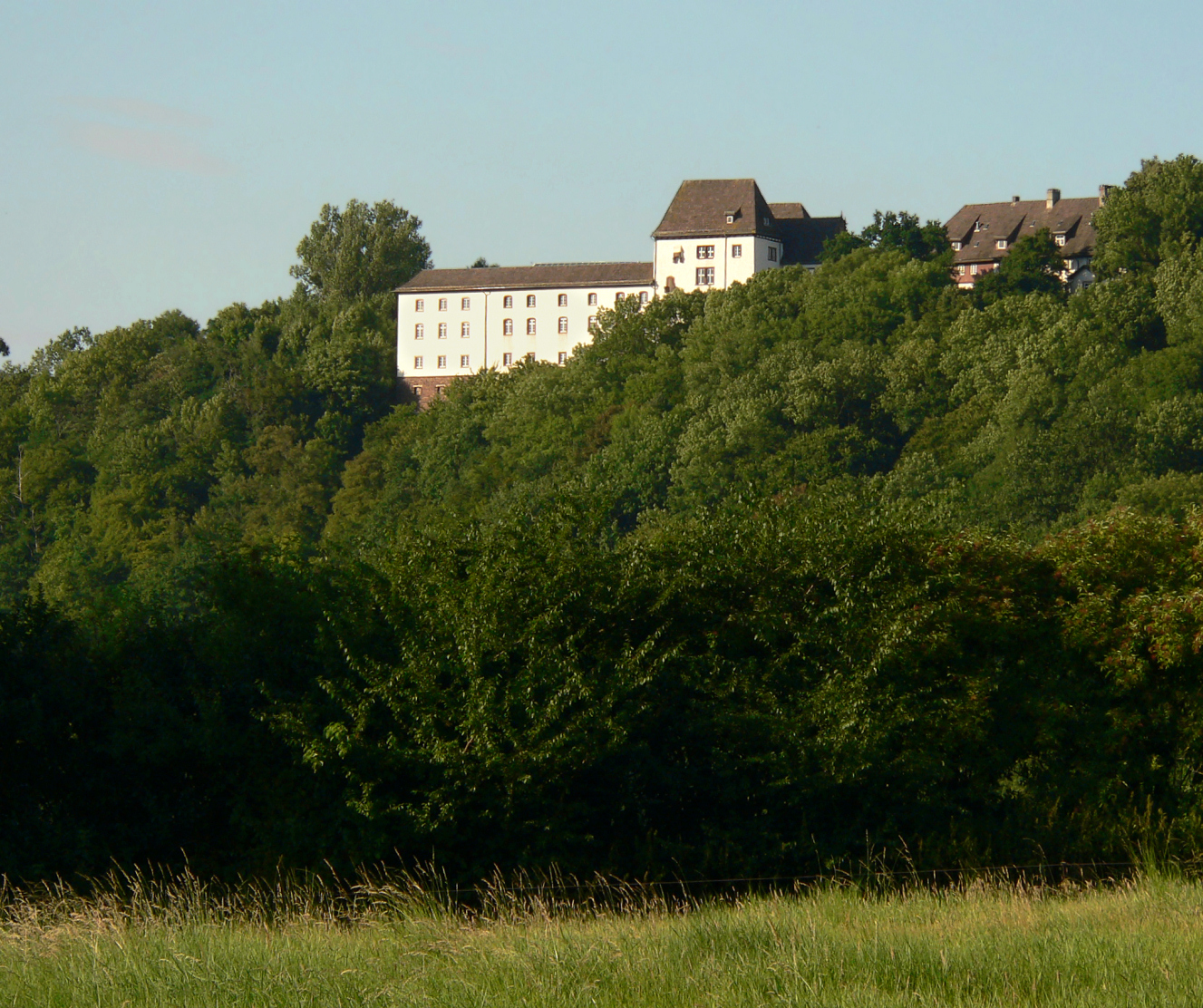
Schloss Fürstenberg vom Wesertal aus gesehen

- Schloss in Bad Pyrmont 1557–1562, ab 1706 durch Barock-Neubau ersetzt
- Schloss Bevern
- Grest’scher Hof in Bielefeld
- Landgericht Bielefeld
- Schloss Brake in Lemgo-Brake – Sitz des Weserrenaissance-Museums
- Bremer Rathaus – seit 2004 UNESCO-Welterbe
- Gewerbehaus (Bremen)
- Schloss Bückeburg
- Bückeburger Stadtkirche
- Fürstliches Residenzschloss Detmold
- Altes Rathaus (Einbeck)
- Eickesches Haus in Einbeck
- Schloss Fürstenberg (Fürstenberg an der Weser)
- Hämelschenburg
- Hochzeitshaus in Hameln
- Rattenfängerhaus in Hameln
- Wasserschloss Hehlen
- Juleum Novum – Aulagebäude der ehemaligen Universität in Helmstedt
- Innenstadt von Lemgo (Hexenbürgermeisterhaus, Planetenhaus, Neustädter Schwestern, Rathaus (teilweise))
- Rathaus Paderborn
- Schloss Neuhaus in Paderborn
- Ledenhof in Osnabrück
- Schelenburg in Schledehausen
- Schloss Schwöbber
- Mausoleum in Stadthagen
- Schloss Stadthagen
- Erbhof Thedinghausen
- Schloss Varenholz in Kalletal
- Wasserschloss Wendlinghausen
- Wewelsburg
- Schloss Gifhorn – einer der frühesten Vertreter der Weserrenaissance in der Südheide
- Schloss Wolfsburg – Namensgeber und kulturelles Zentrum der gleichnamigen Stadt
- Wasserschloss Hülsede
- Schloss Erwitte

### Abgegangene Bauwerke der Weserrenaissance in Kassel
- Gasthaus zur Pinne (Wildemannsgasse 21)
- Haus Linker (Brüderstraße 23)
- Landgräflicher Marstall
- Städtisches Zeughaus

## Baumeister der Weserrenaissance

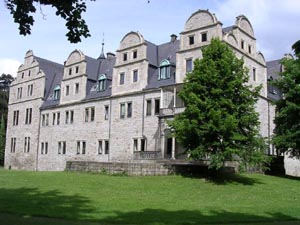
Schloss Stadthagen

- Lüder von Bentheim, Bremen: Bremer Rathaus, Stadtwaage (Bremen), Burg Bederkesa, Kornhaus (Bremen)
- Michael Clare aus Schwerin und Weimar:
- Georg Crossmann: Planetenhaus, Kornherrenstube und Apothekenerker am Rathaus, Taufbecken in den Kirchen St. Nicolai und St. Marien (Lemgo)
- Paul Francke: Juleum in Helmstedt, Marienkirche und Zeughaus in Wolfenbüttel
- Heinrich Overkotte: 1600 Abtei in Bad Gandersheim
- Johann Robyn aus Ypern in Flandern: 1557 Steingang in Schloss Detmold
- Cord Tönnis aus Hameln: Schloss Detmold (Ostflügel, begonnen unter Jörg Unkair), 1568 Hameln, Haus Bäckerstraße 16 (Rattenkrug), 1589 Hameln, Leisthaus, Rinteln, Archivhäuschen, Schloss Schwöbber (in Aerzen für Hilmar von Münchhausen)
- Jörg Unkair aus Lustnau bei Tübingen: Residenzschloss Neuhaus bei Paderborn, 1532 Wasserschloss Schelenburg in Bissendorf, Schloss Petershagen, Schloss Stadthagen, Rathaus und Schloss Detmold, evtl. Wasserschloss Elmarshausen
- Hans Vredeman de Vries
- Eberhard Wilkening: Schloss Barntrup, Hämelschenburg, Schloss Schwöbber, Hochzeitshaus in Hameln
- Hermann Wulff: verschiedene Bauten in Lemgo

Bis zum Dreißigjährigen Krieg haben über 30 Baumeister im Stil der Weserrenaissance gebaut.

## Bildergalerie

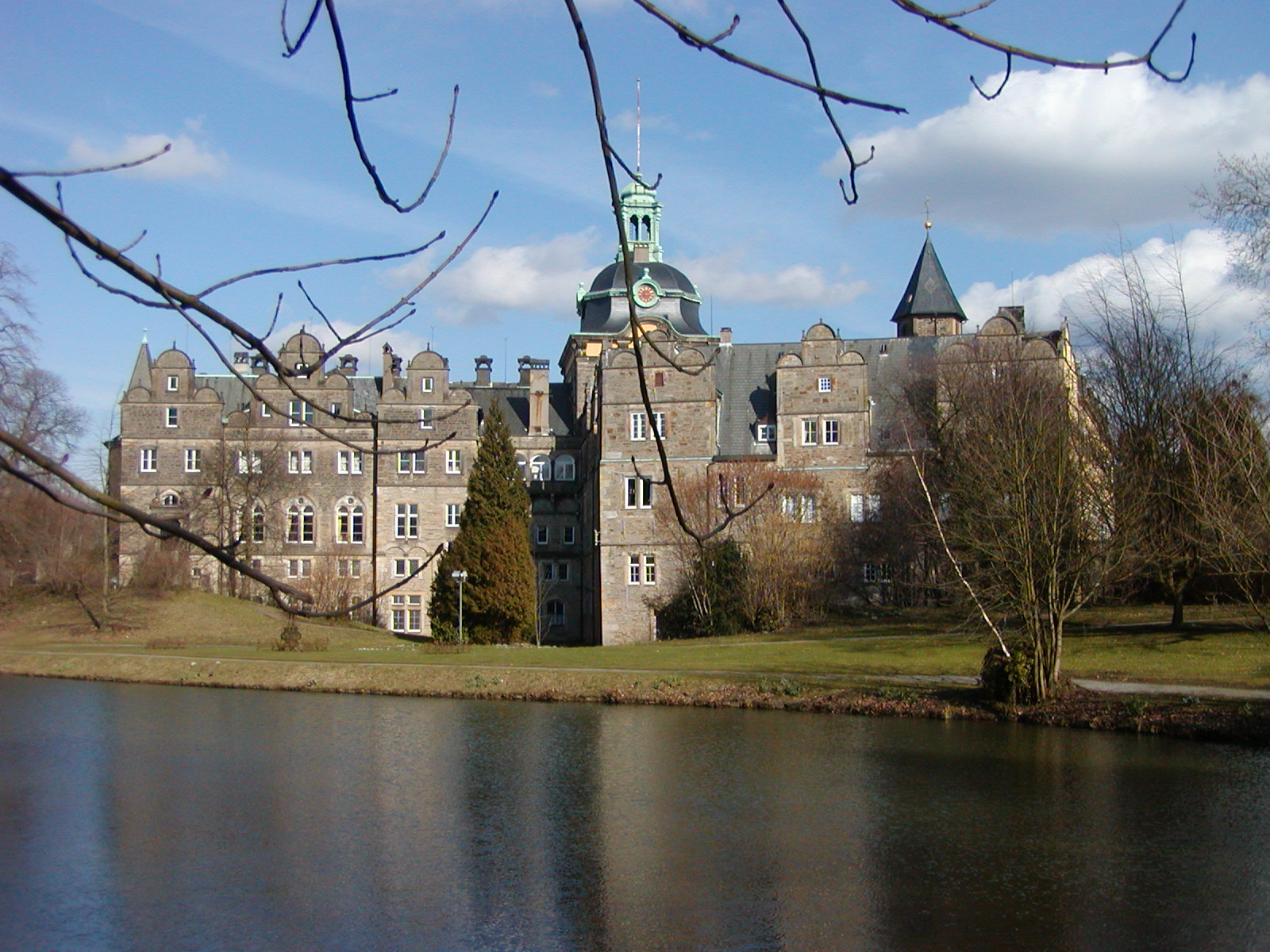
Schloss mit Teich in Bückeburg
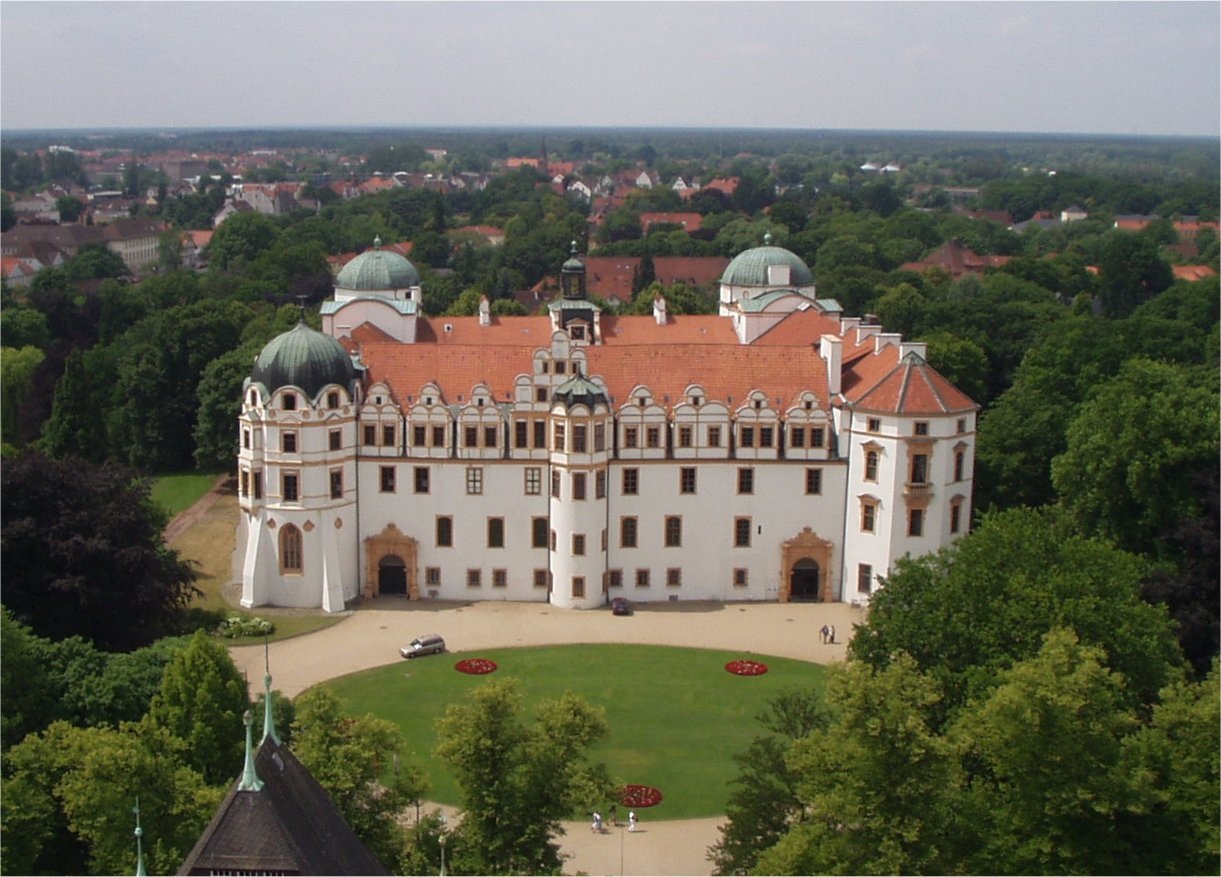
Schloss in Celle
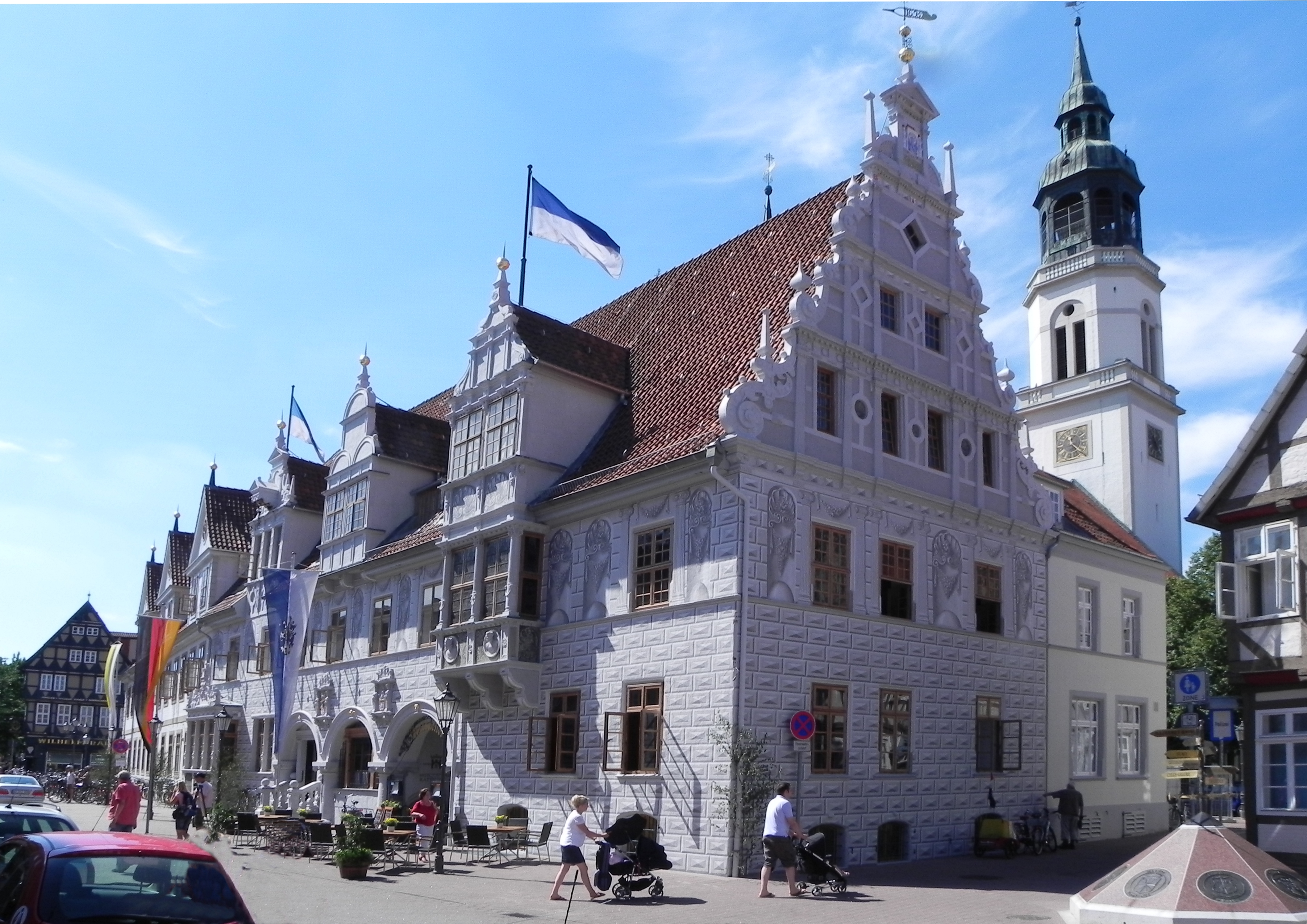
Rathaus in Celle (1579)
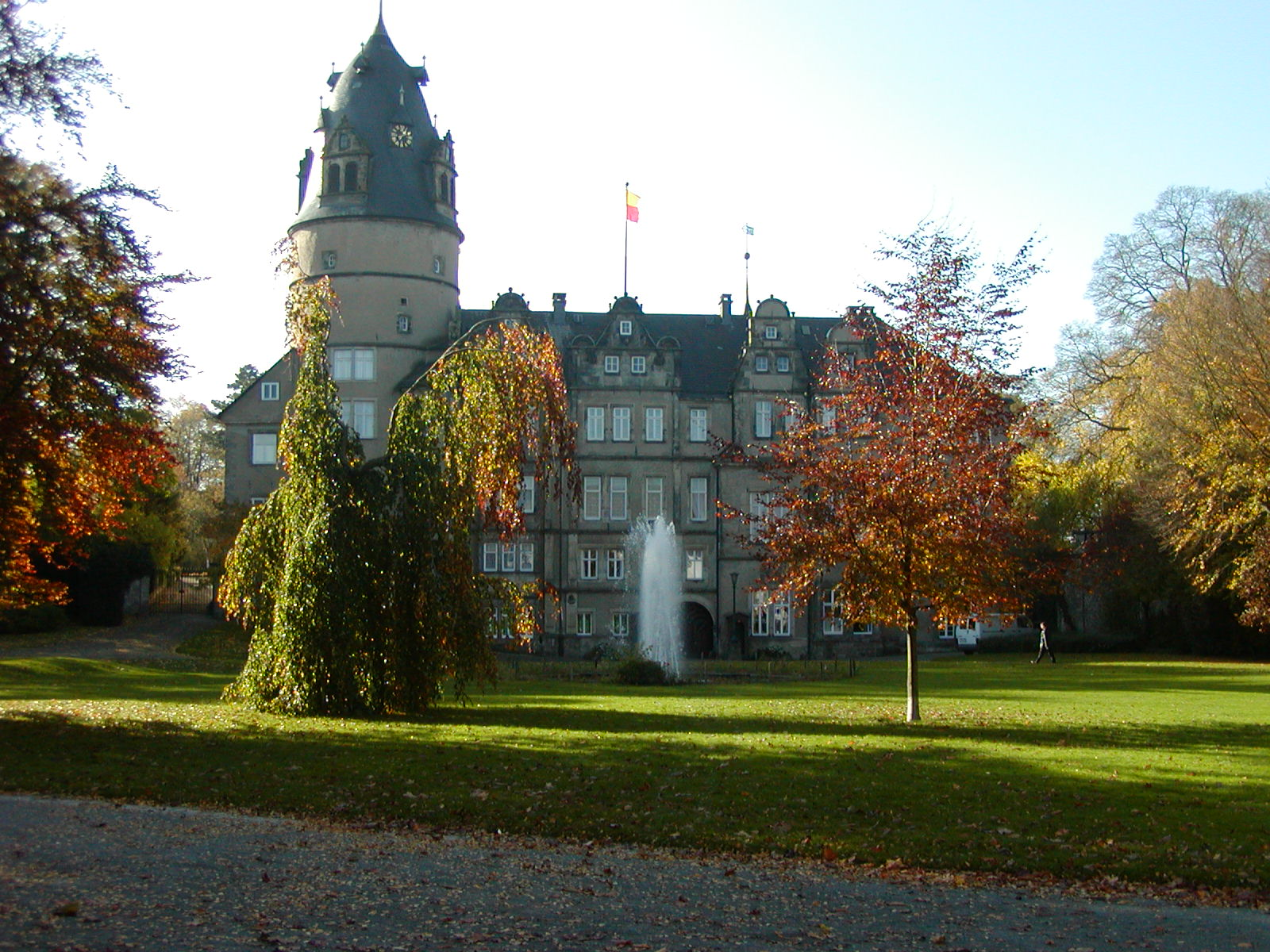
Schloss in Detmold
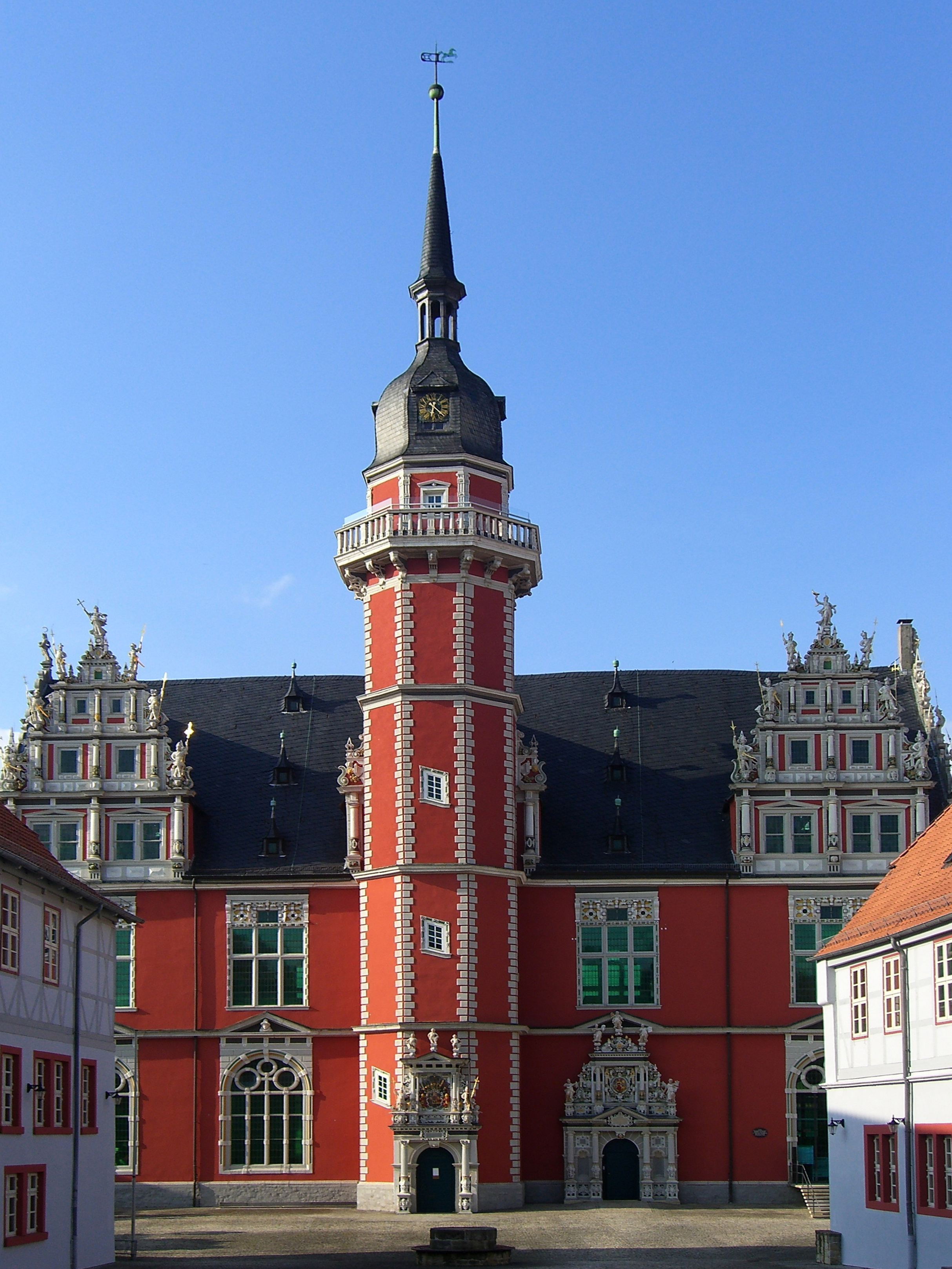
Juleum in Helmstedt
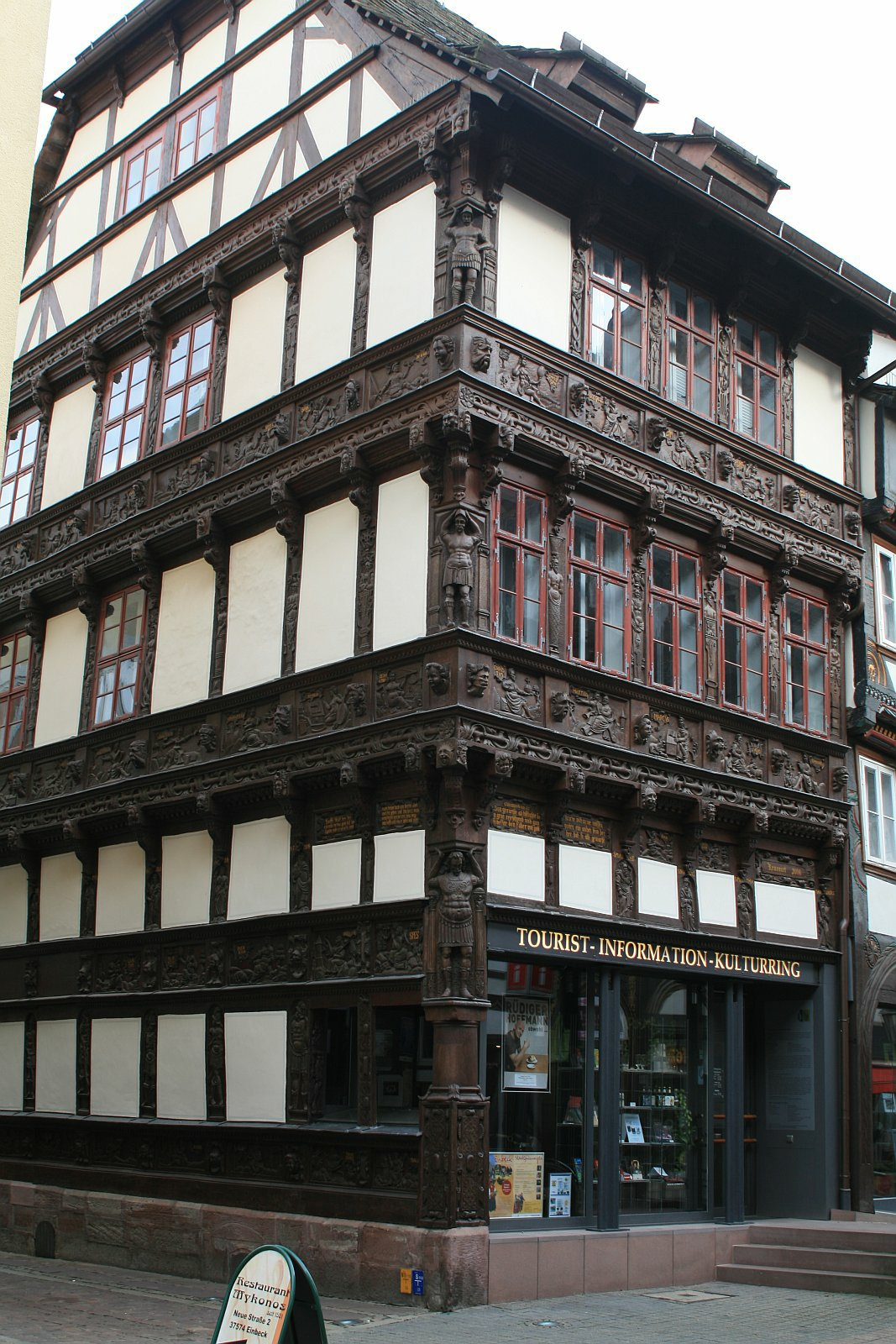
Eickesches Haus in Einbeck
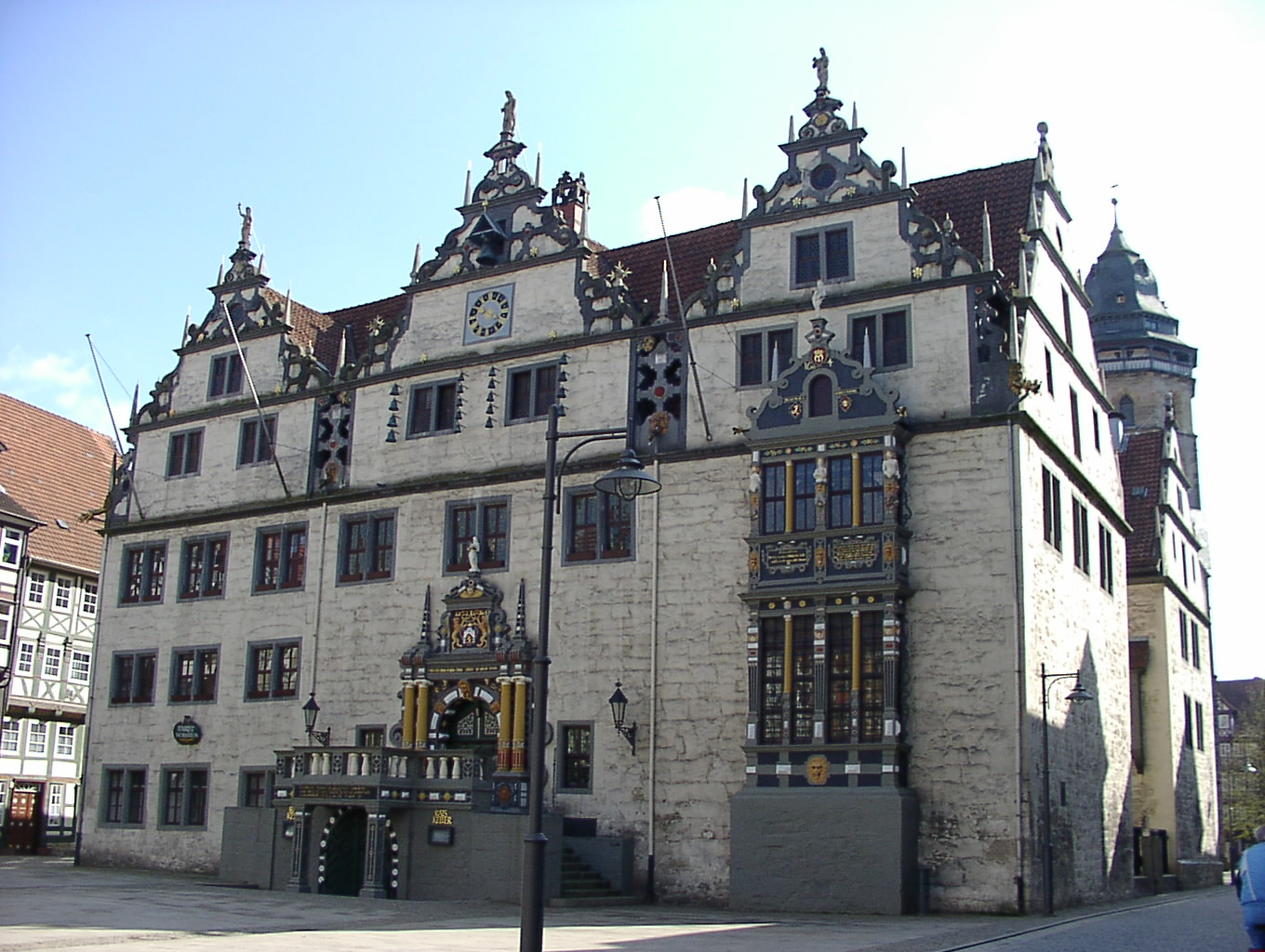
Rathaus Münden
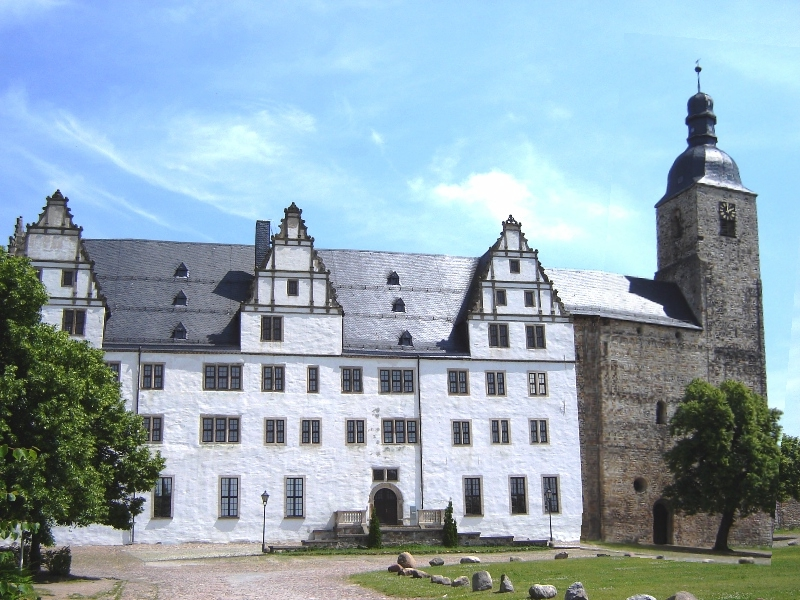
Schloss Neuhaus in Leitzkau
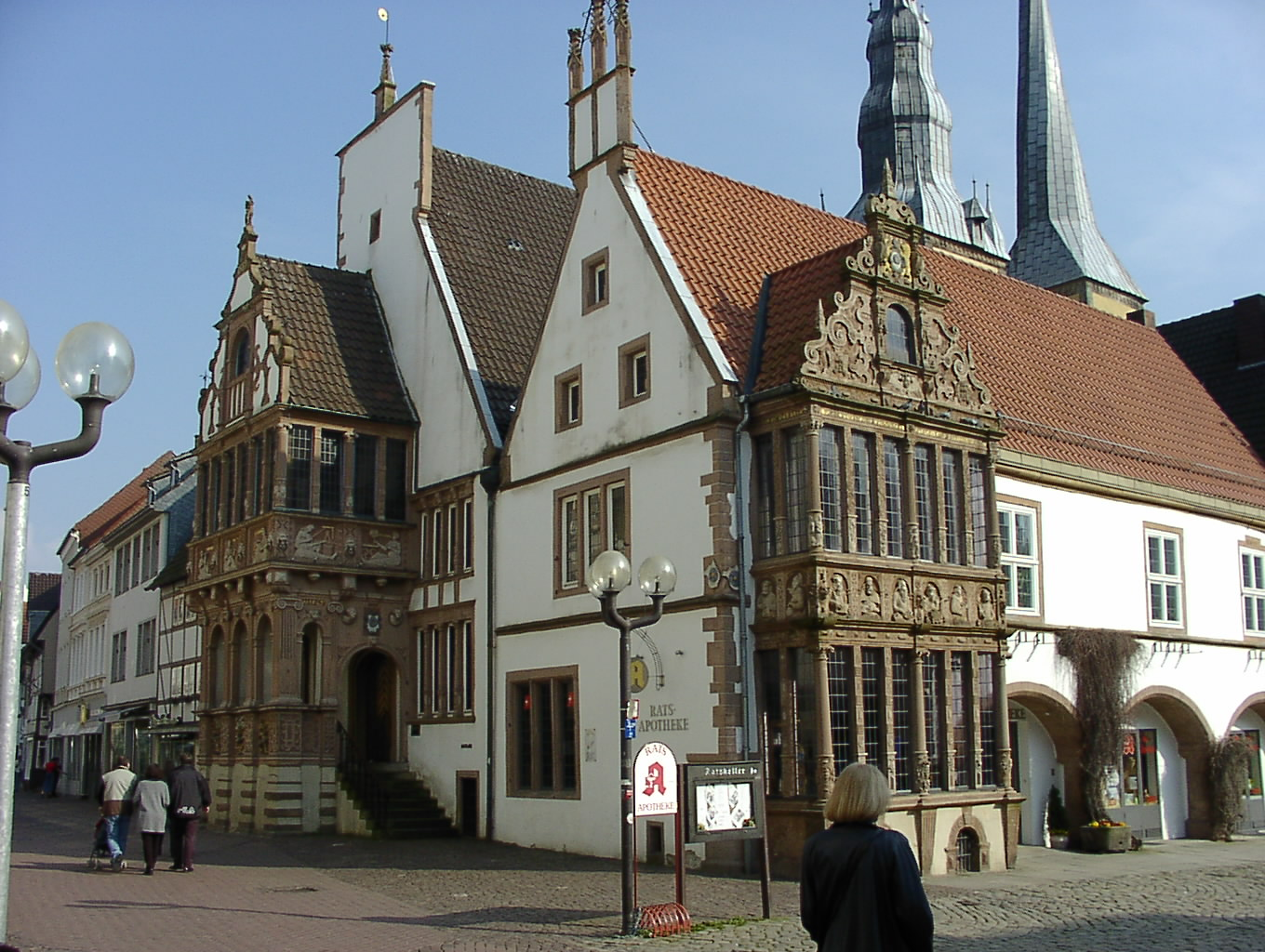
Rathaus in Lemgo
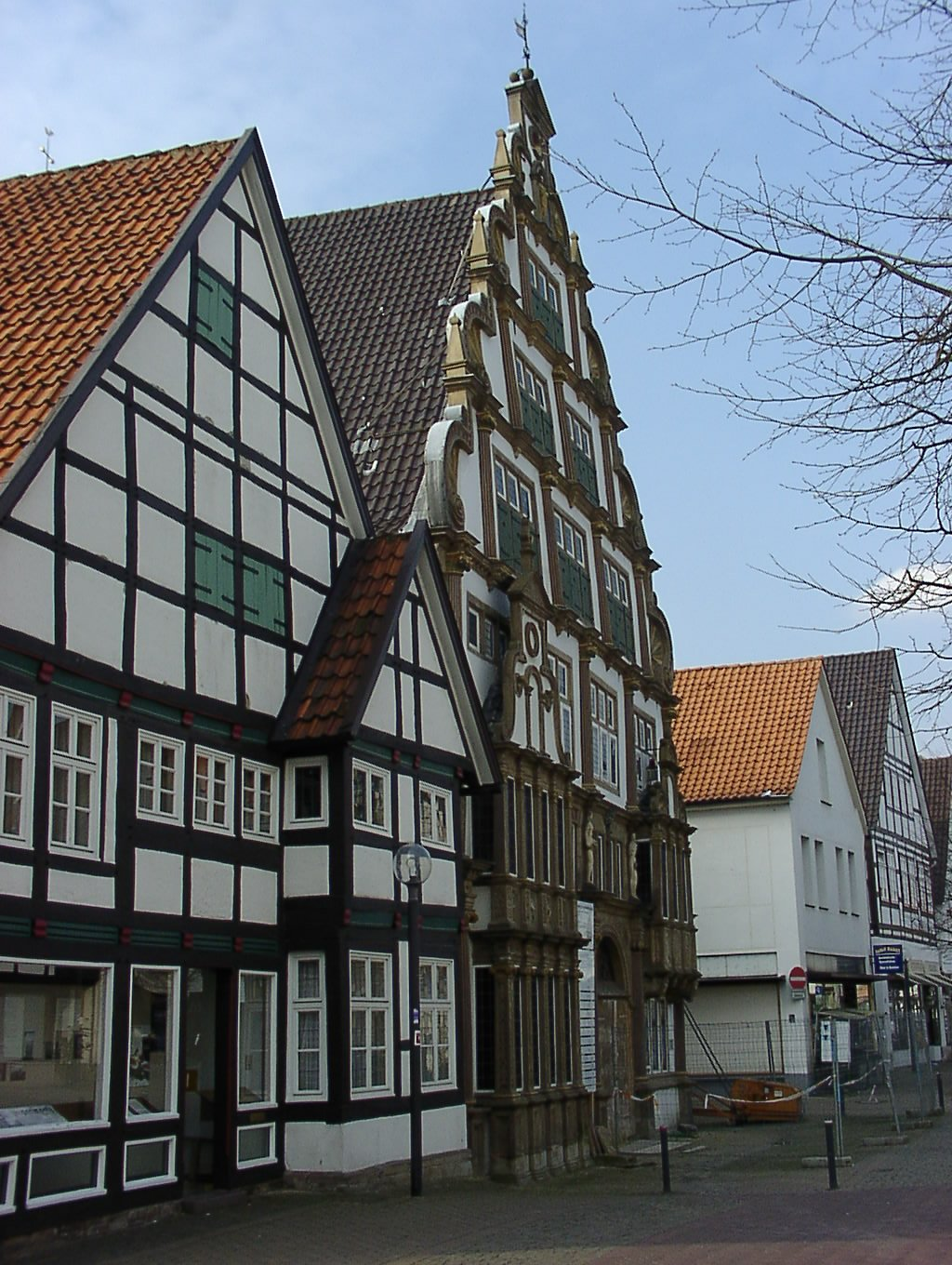
Hexenbürgermeisterhaus in Lemgo
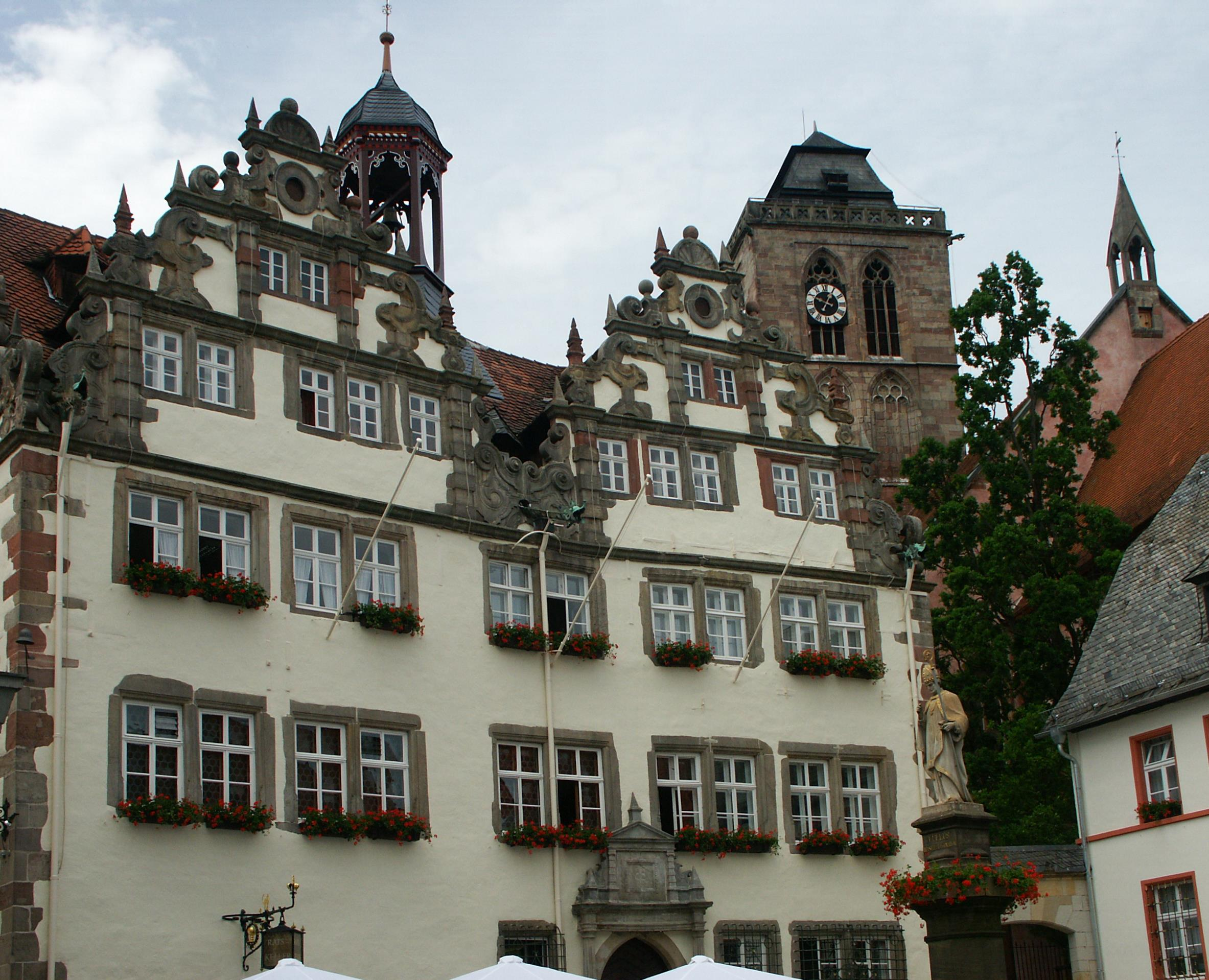
Rathaus in Bad Hersfeld
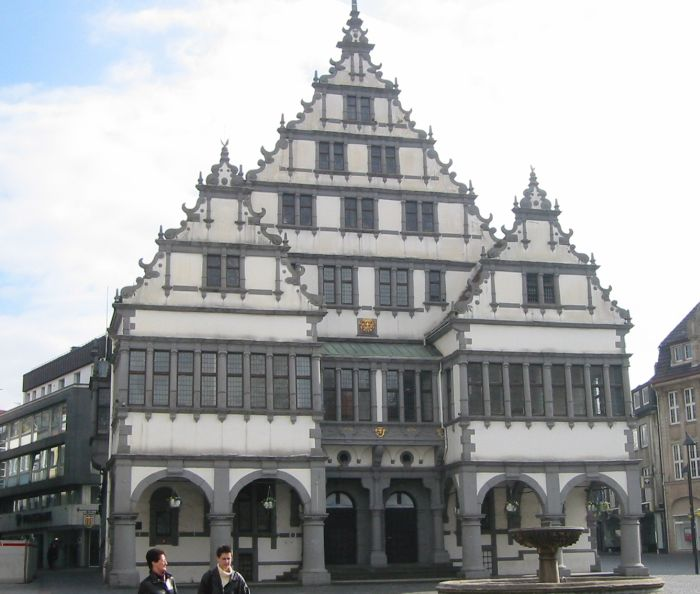
Historisches Rathaus Paderborn
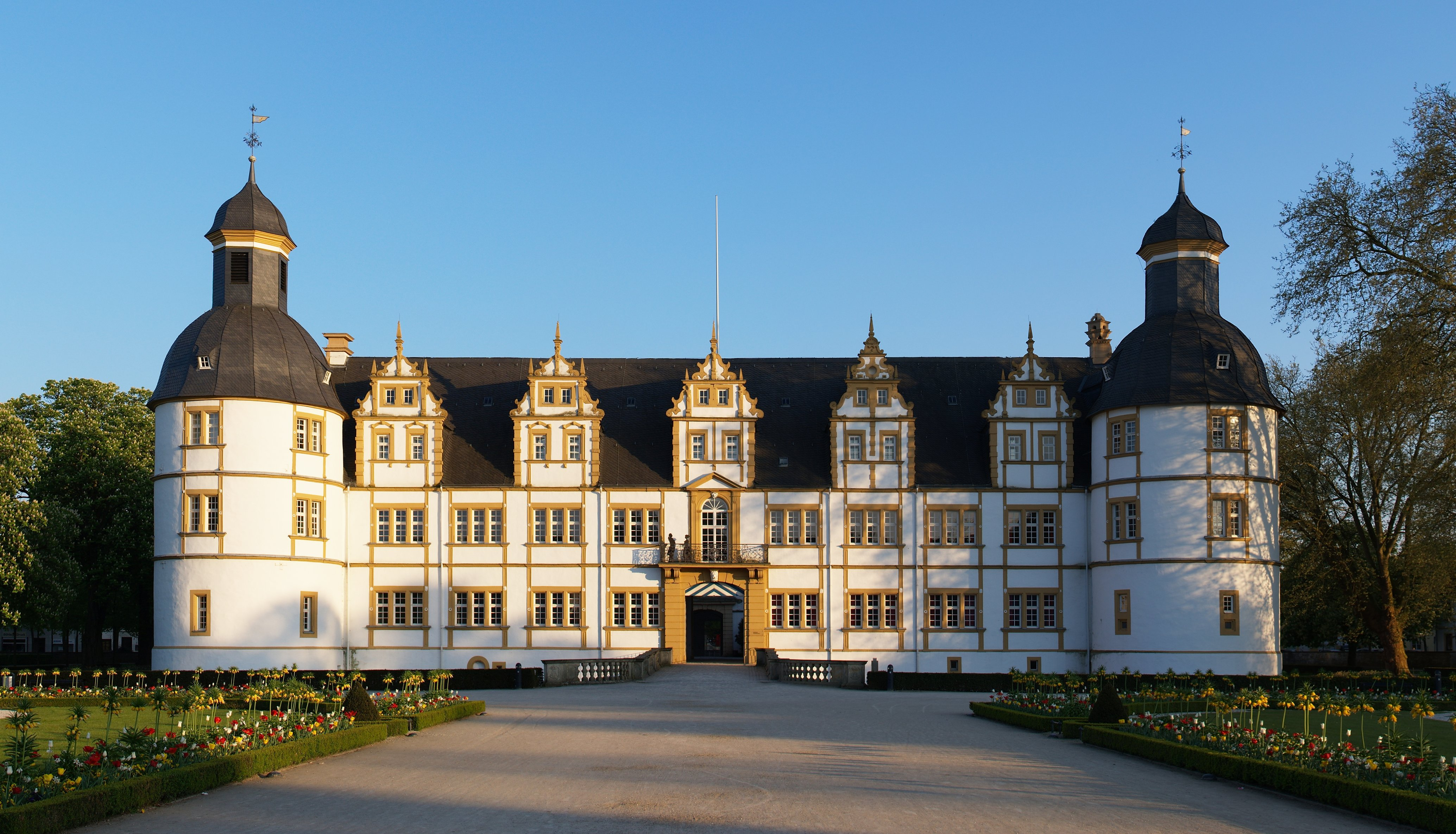
Schloss Neuhaus in Paderborn
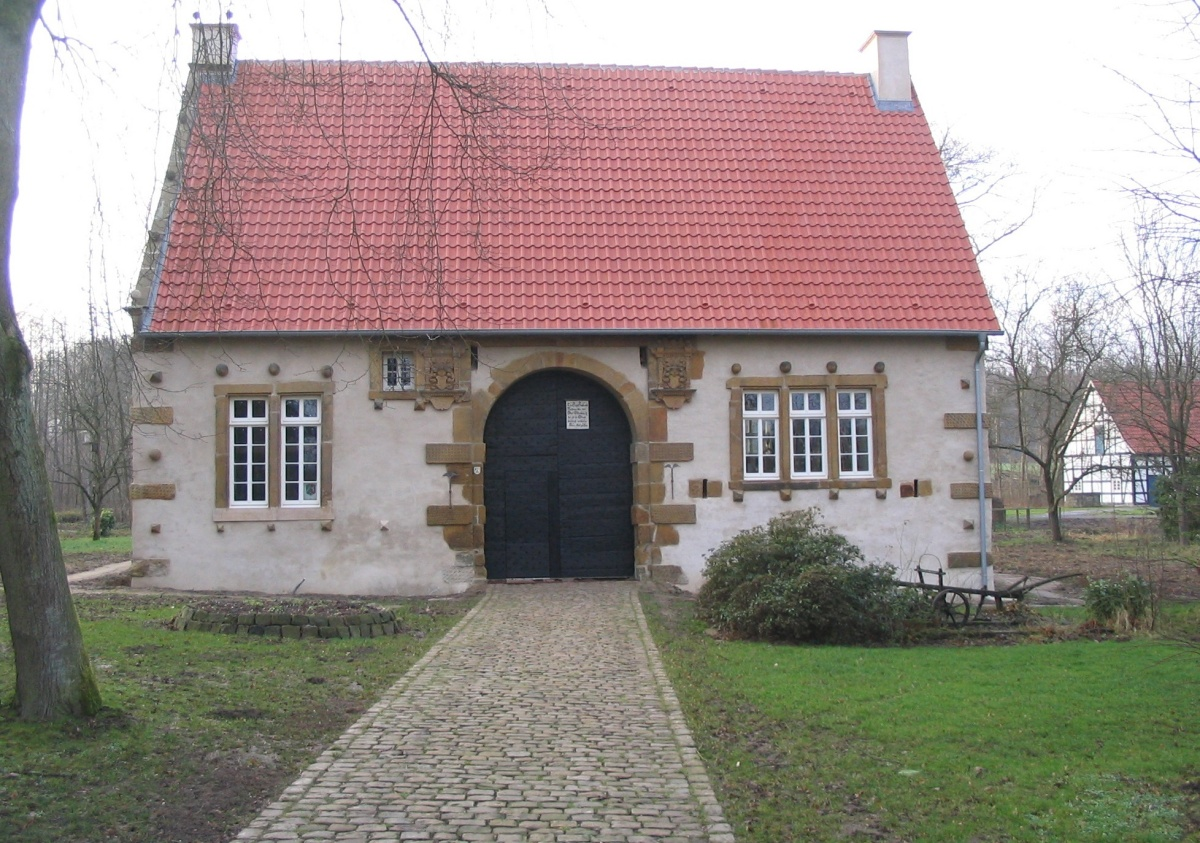
Torhaus des Hauses Werburg in Spenge
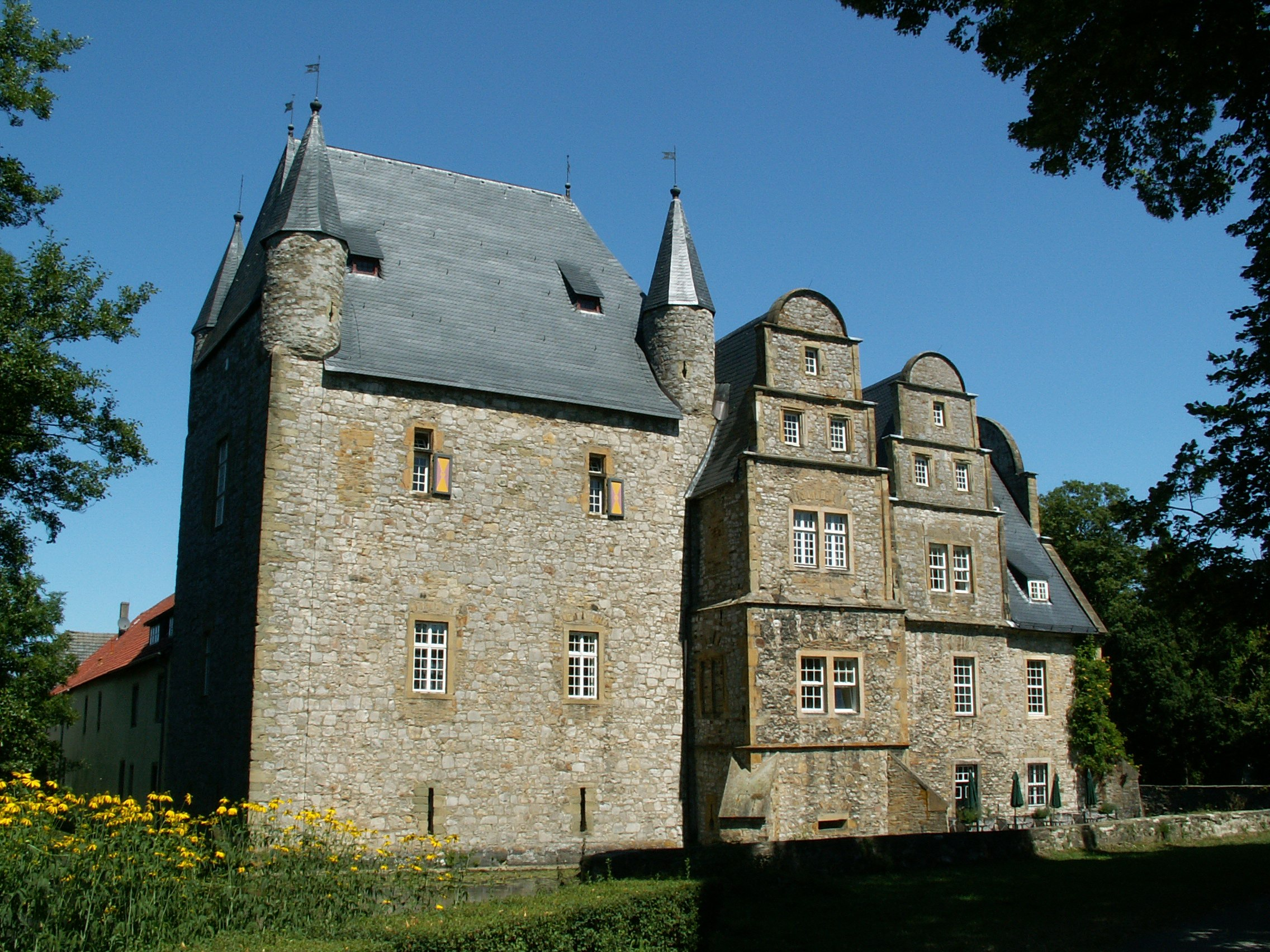
Schelenburg in Bissendorf
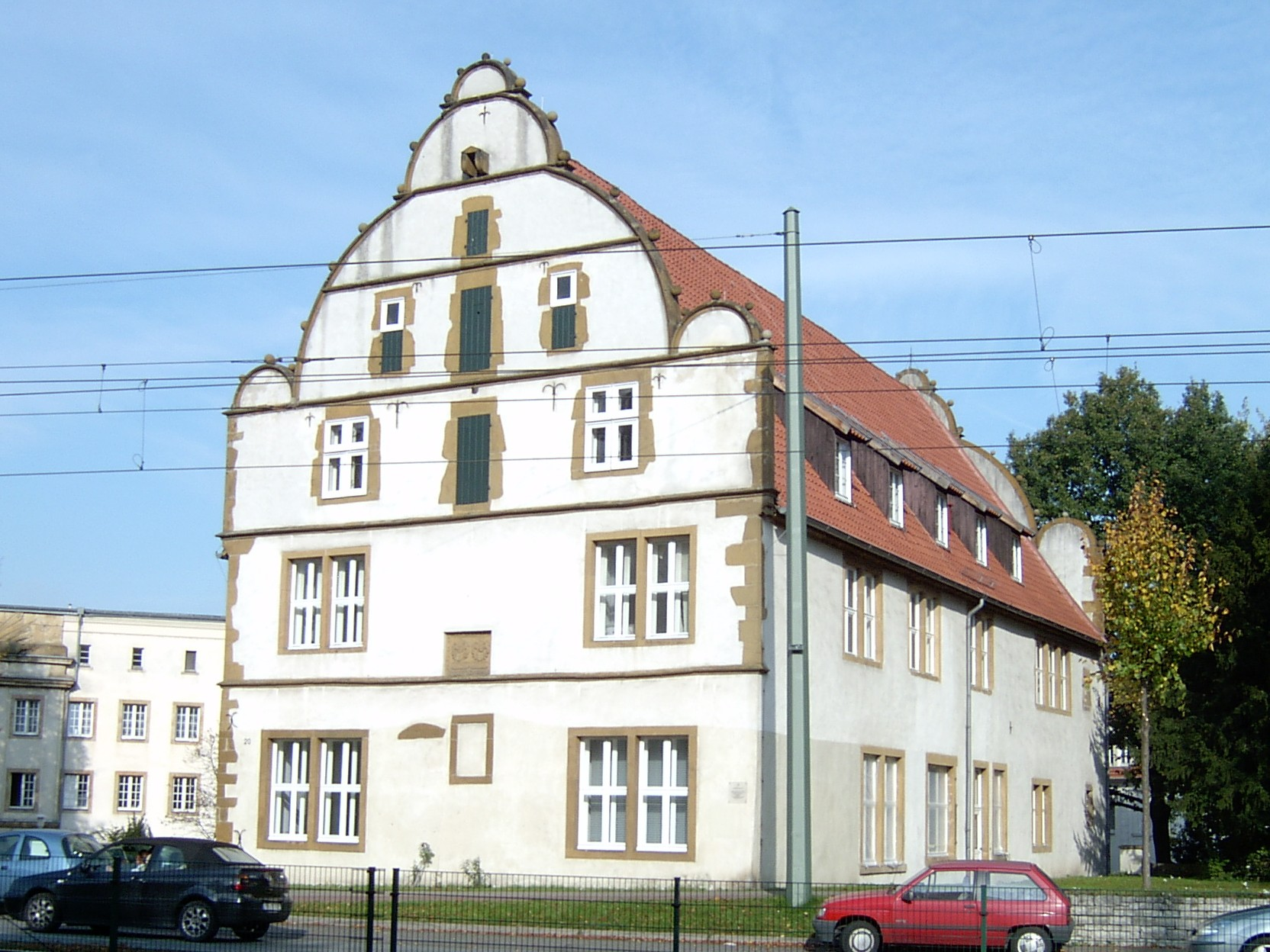
Spiegelshof in Bielefeld erbaut 1540
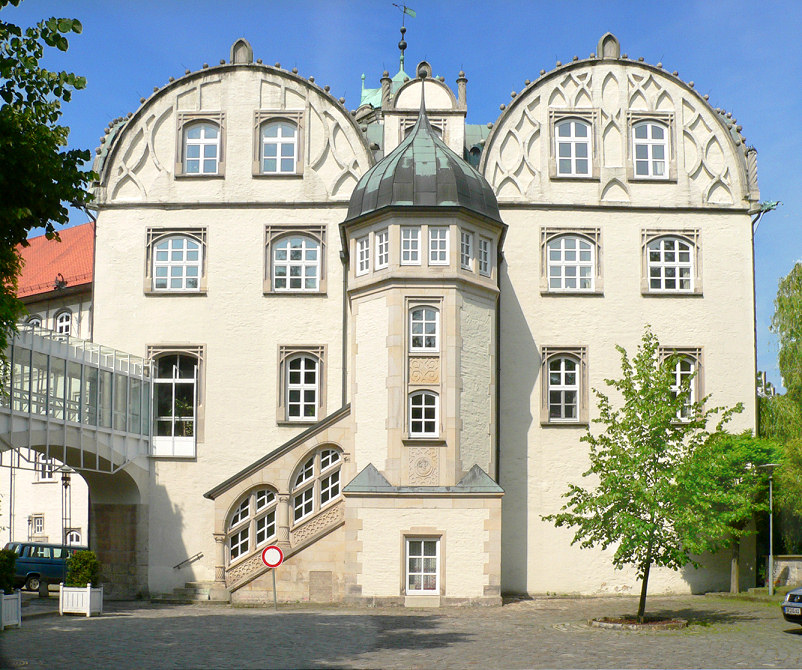
Schloss Gifhorn
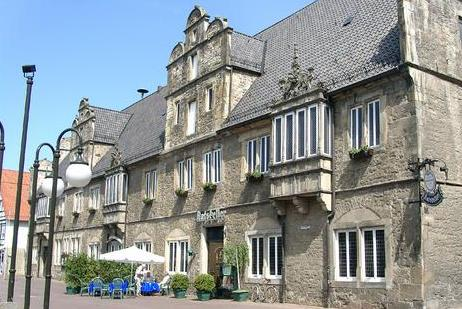
Altes Rathaus in Stadthagen
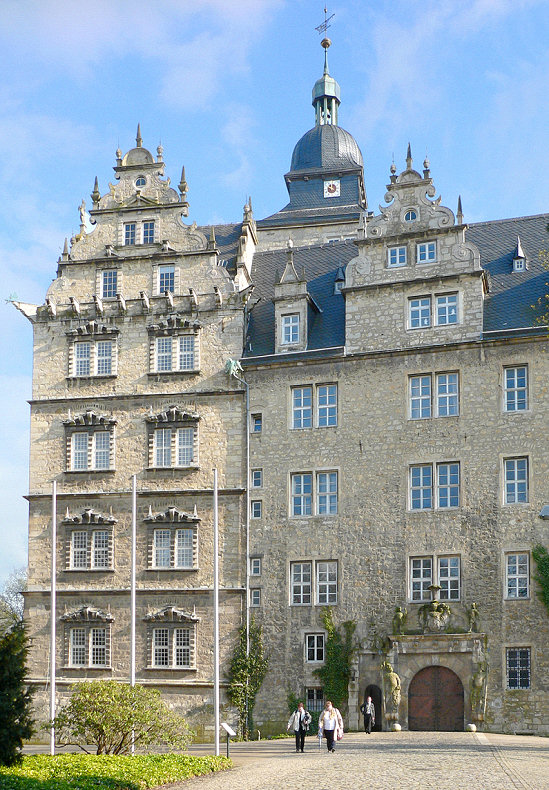
Schloss Wolfsburg
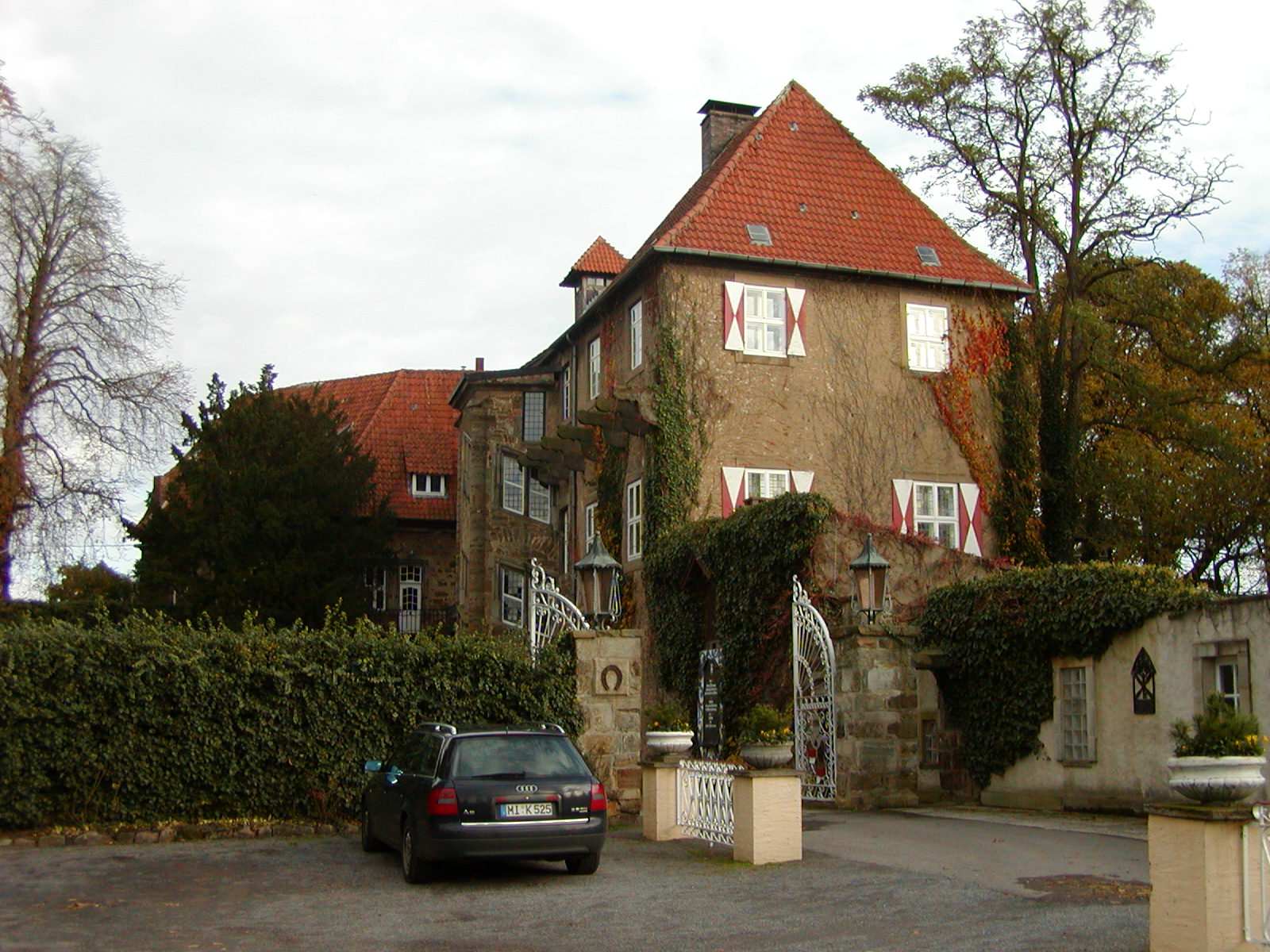
Schloss Petershagen
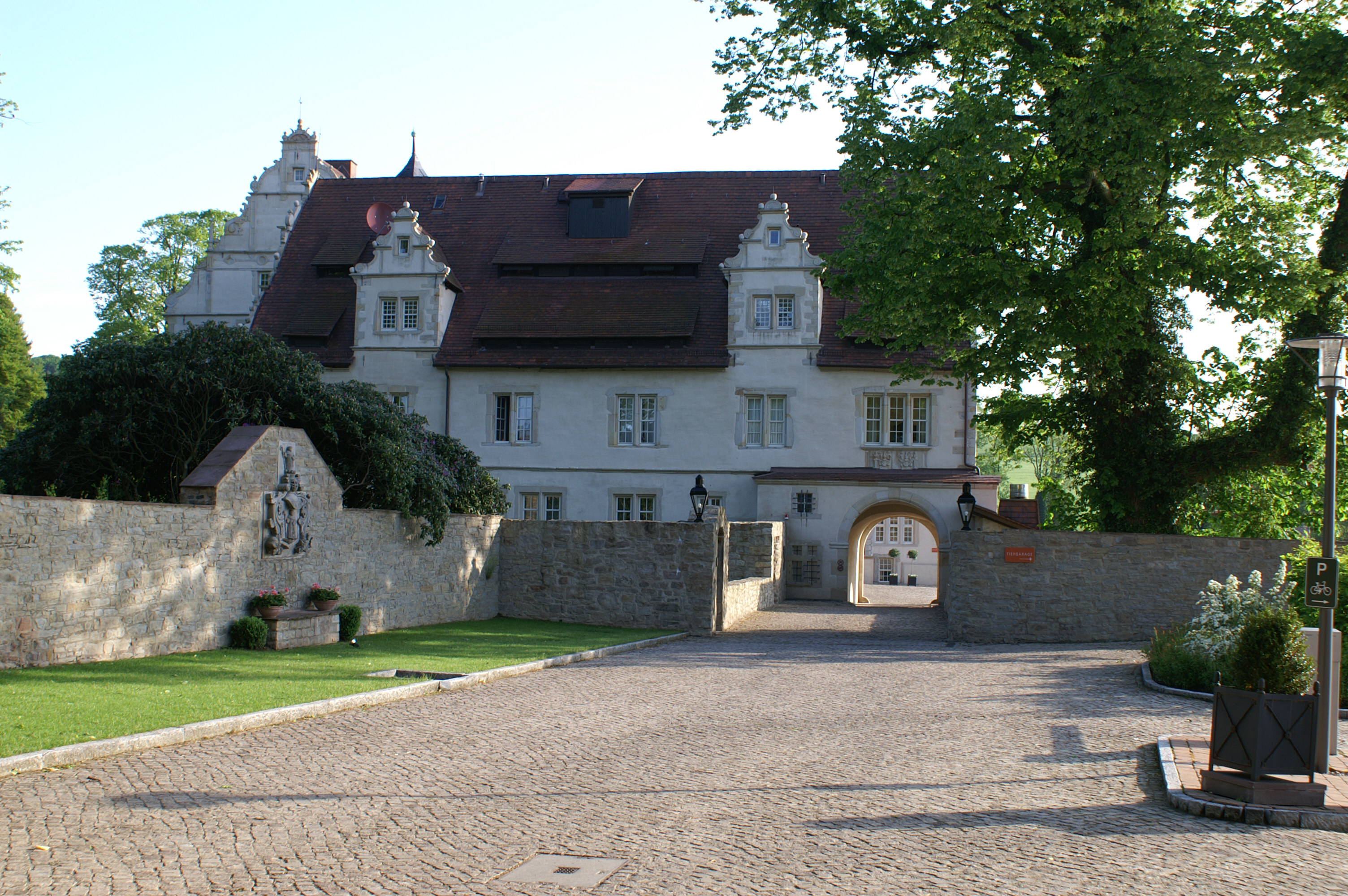
Schloss Schwöbber Eingangsbereich
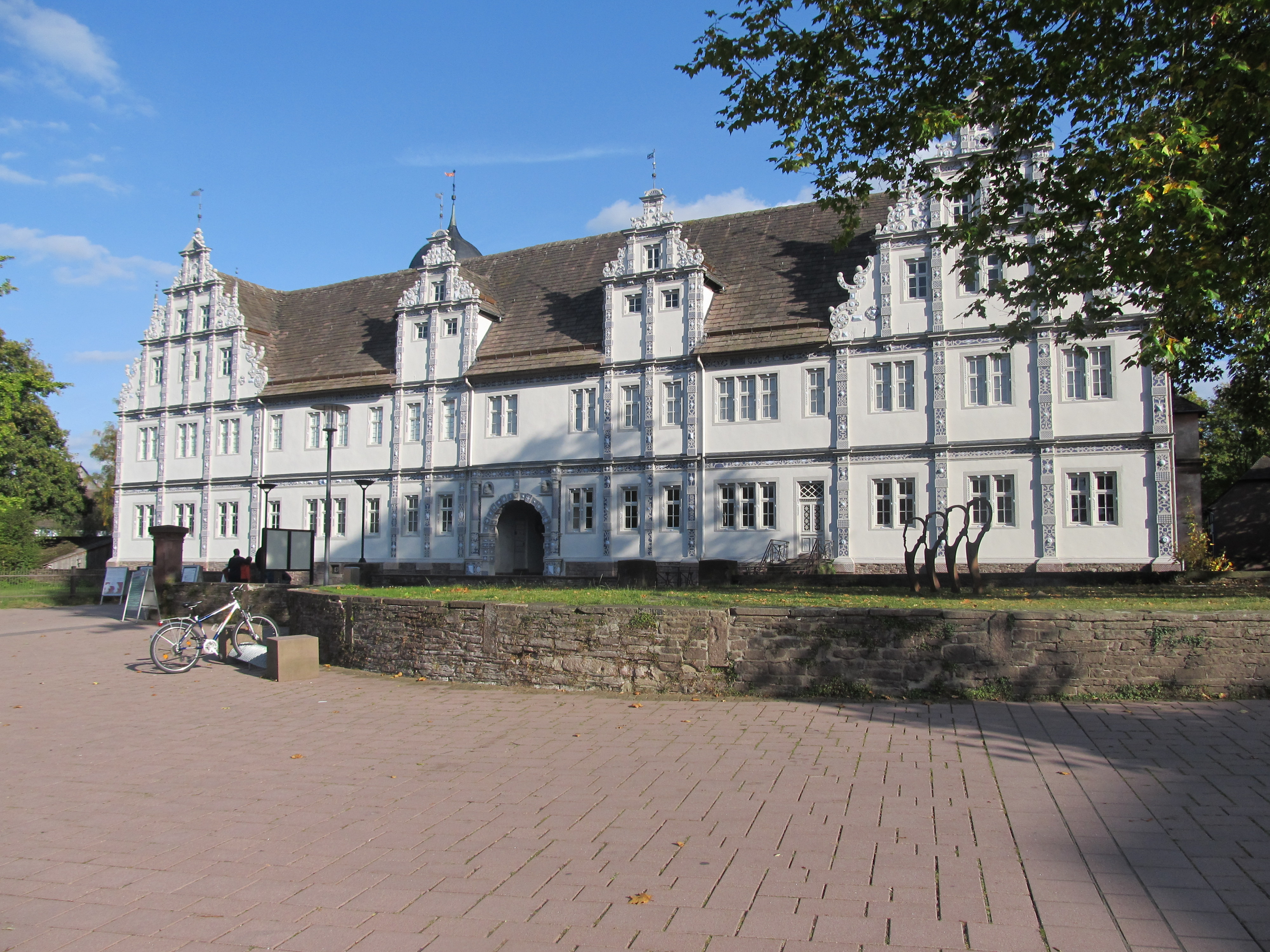
Schloss Bevern
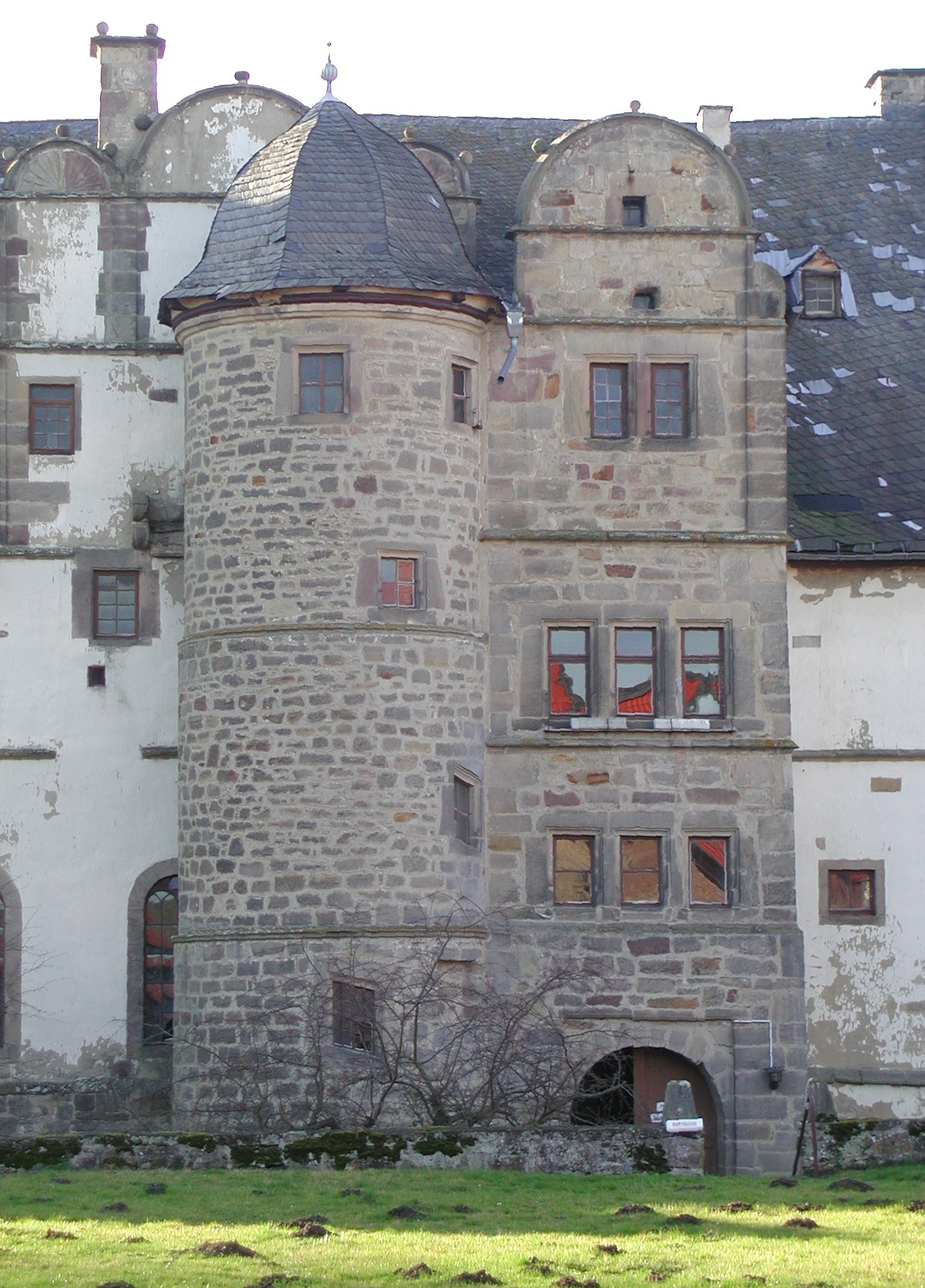
Wasserschloss Elmarshausen (Wolfhagen)
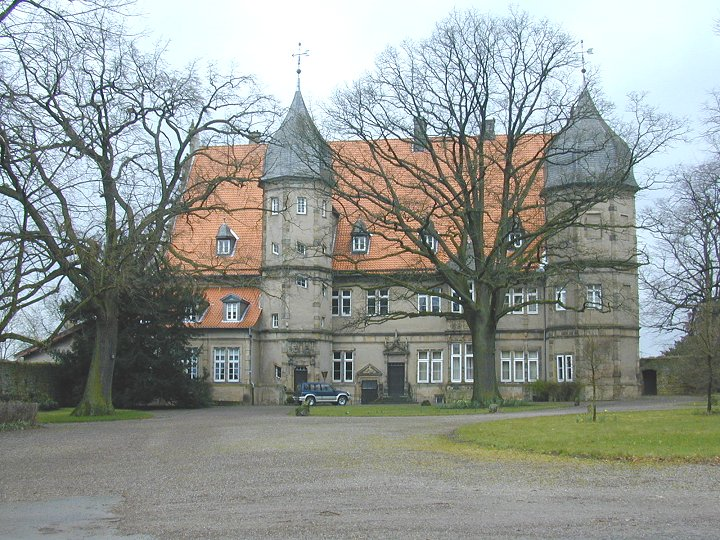
Kerssenbrocksches Schloss (Barntrup)
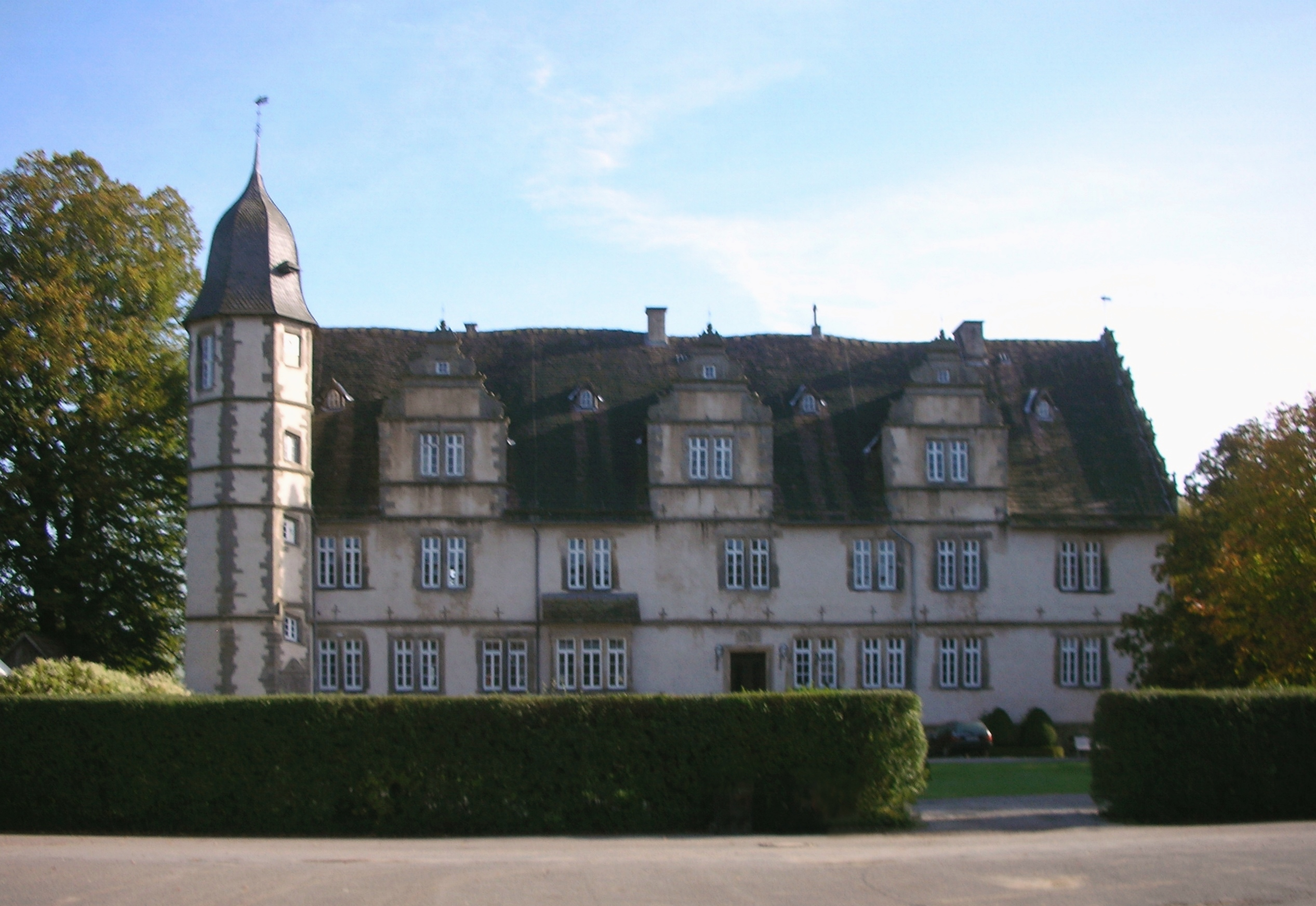
Schloss Wendlinghausen
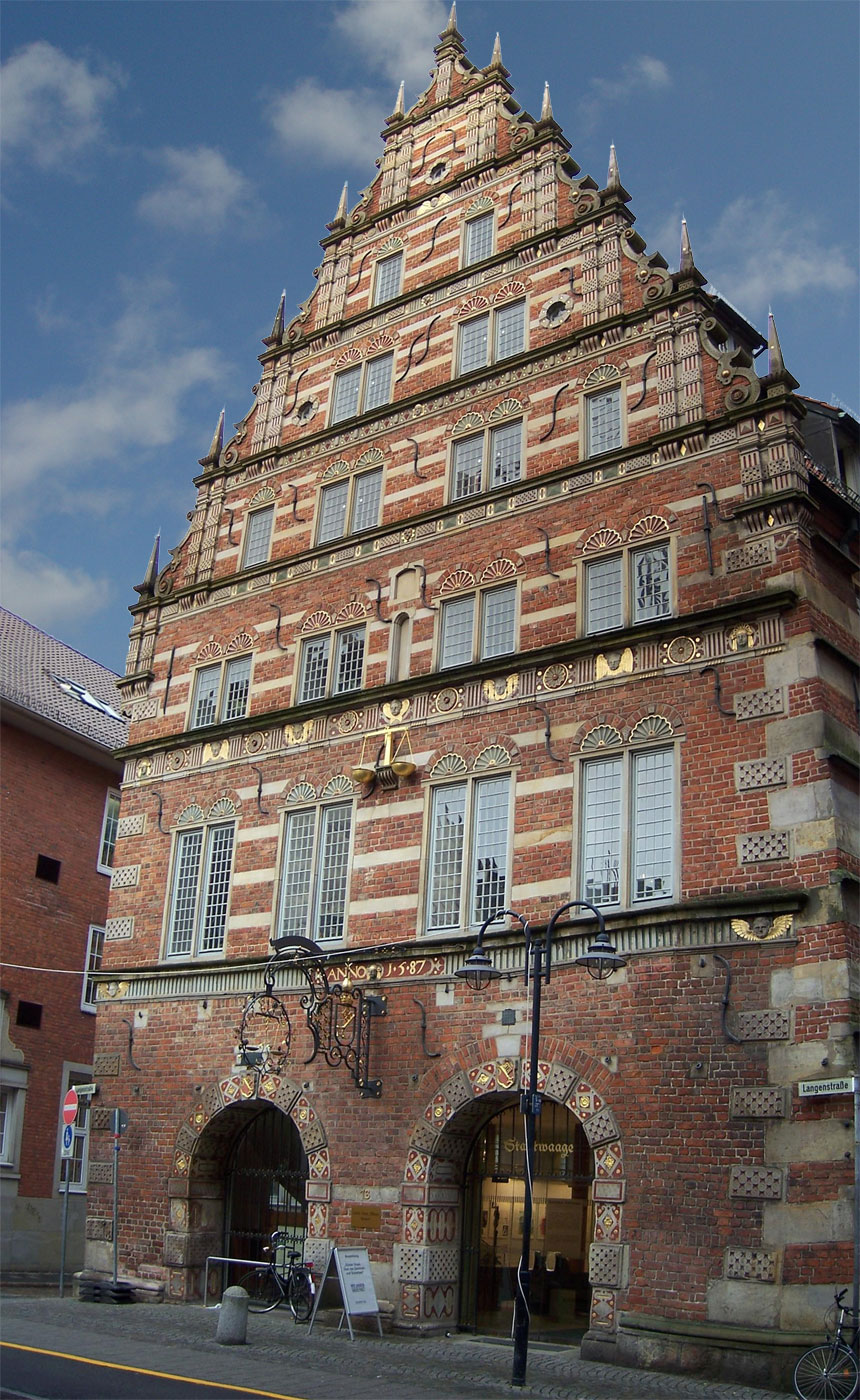
Stadtwaage in Bremen
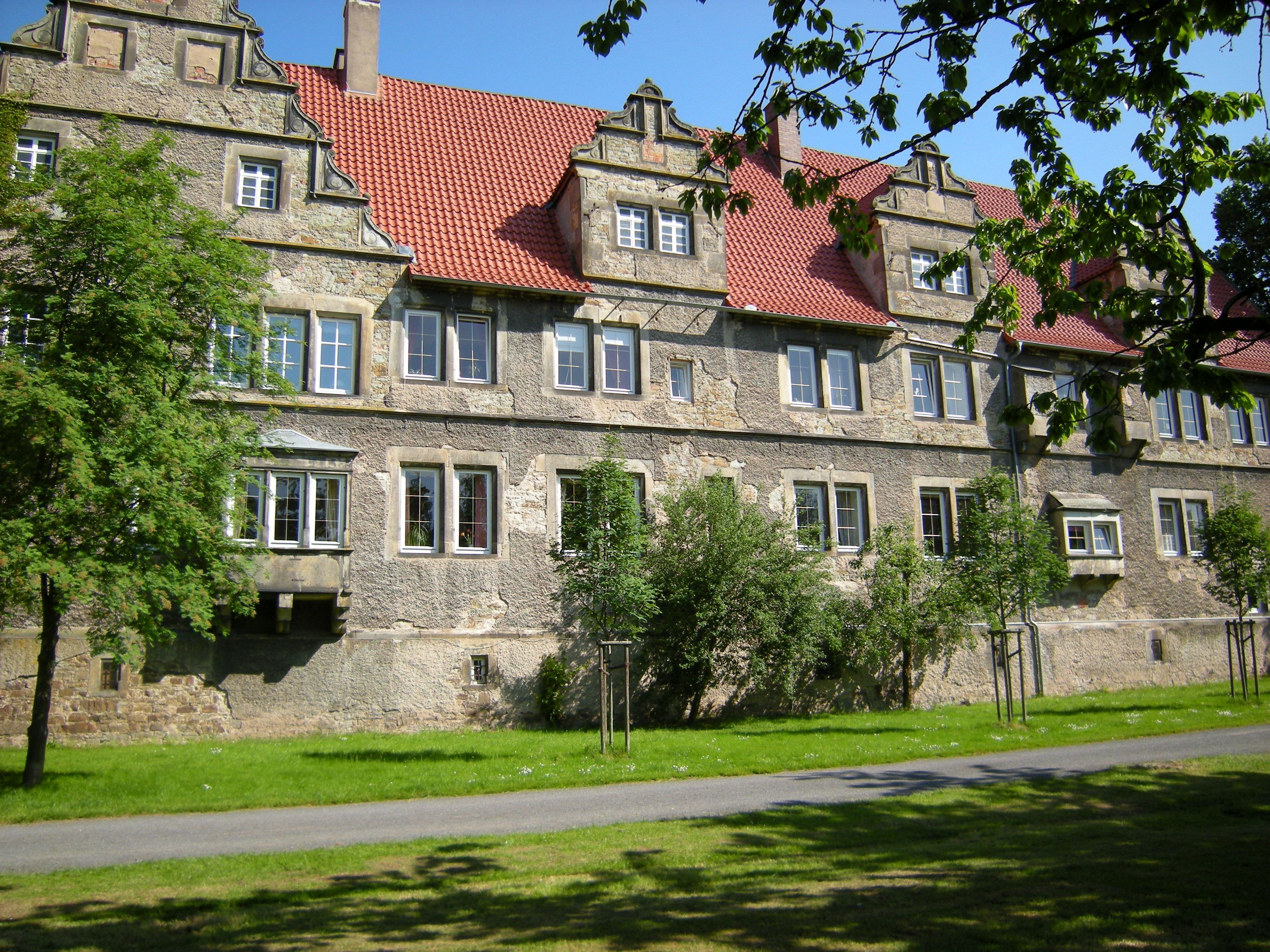
Münchhausenhof
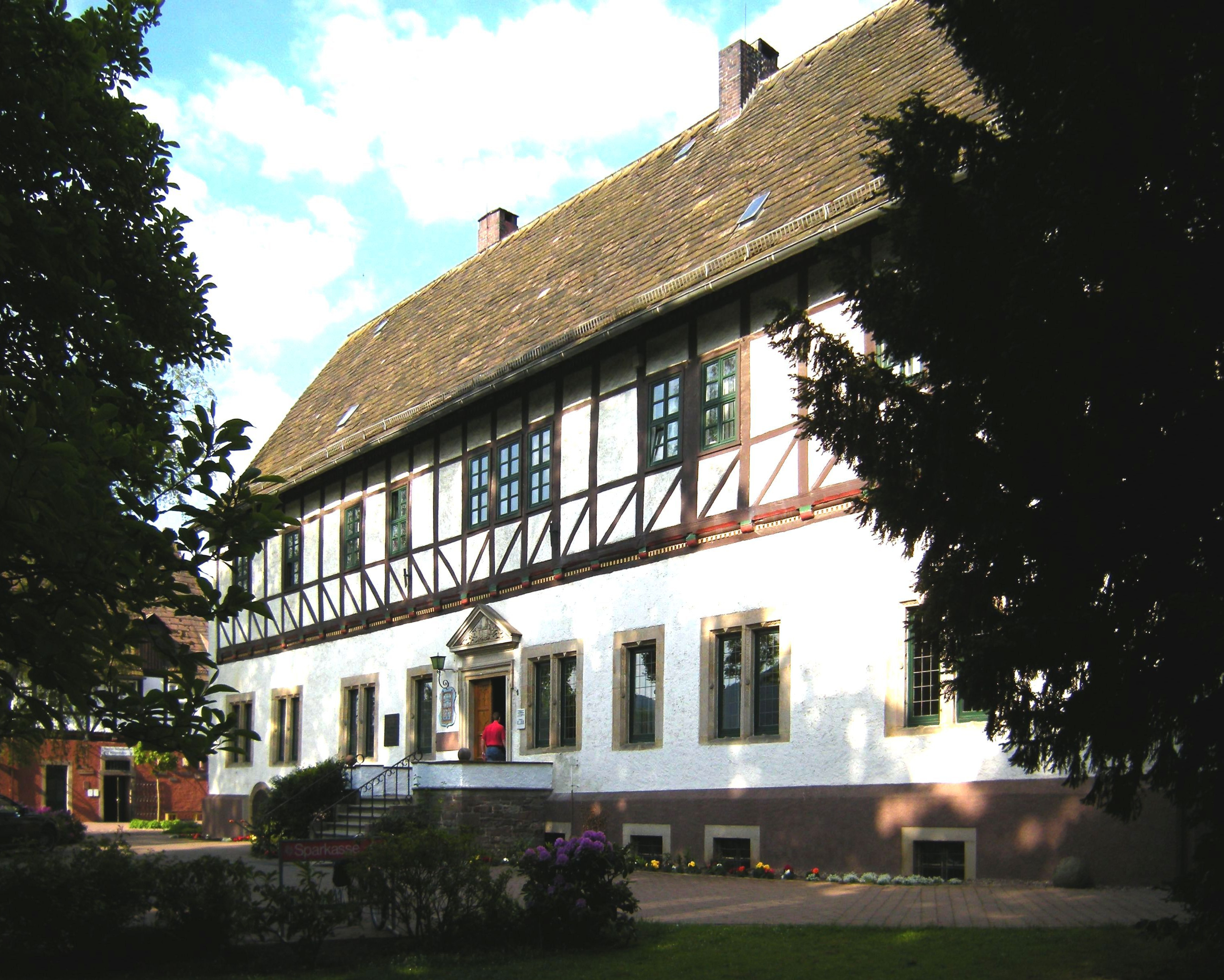
Münchhausen-Museum Gut Bodenwerder
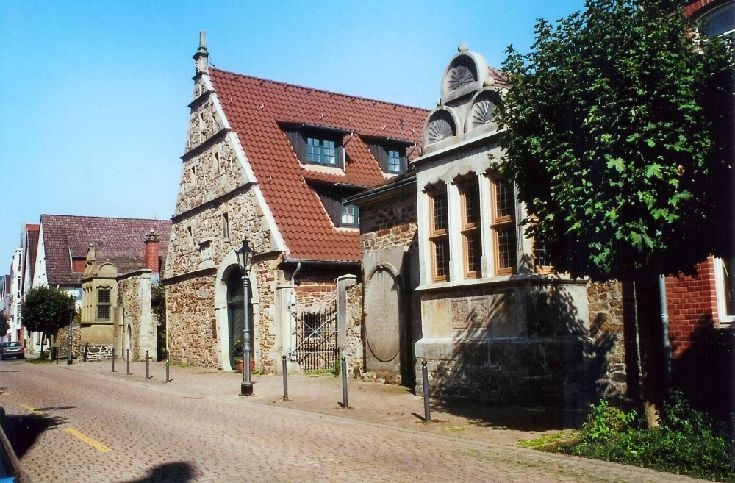
Münchhausen-Hof Rinteln
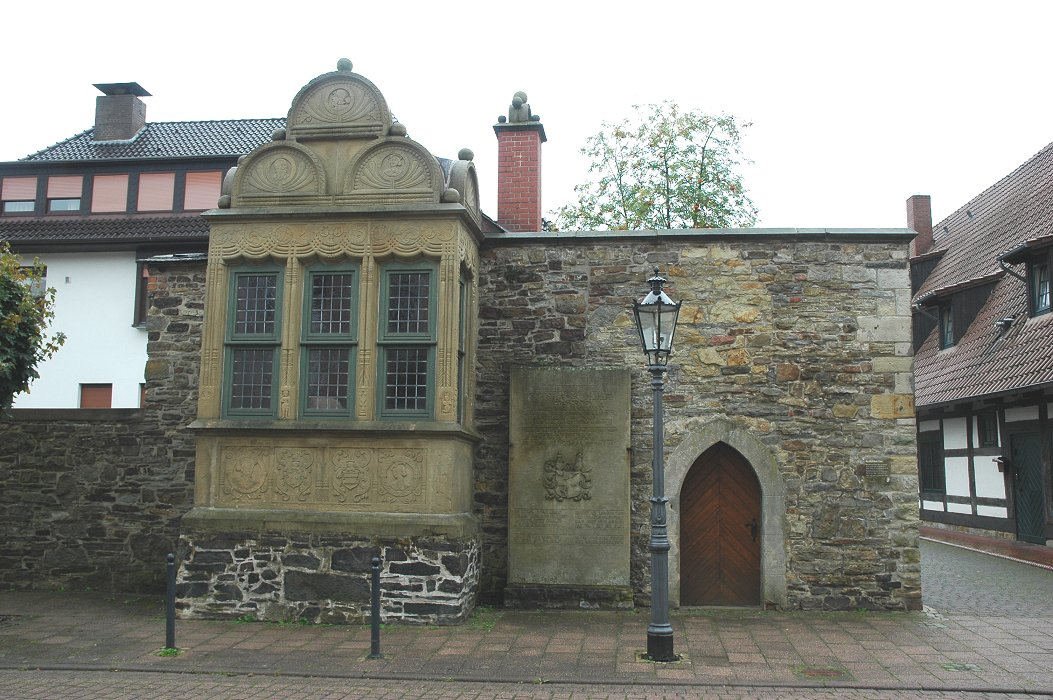
Archivhäuschen am Münchhausen-Hof in Rinteln, nach Aussage der Stadt das kleinste Gebäude im Stil der Weserrenaissance
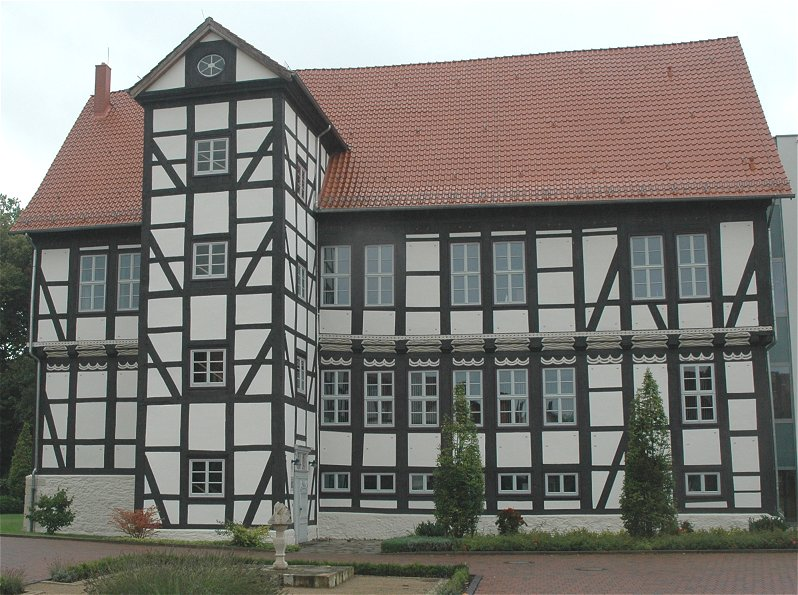
Prinzenhof in Rinteln
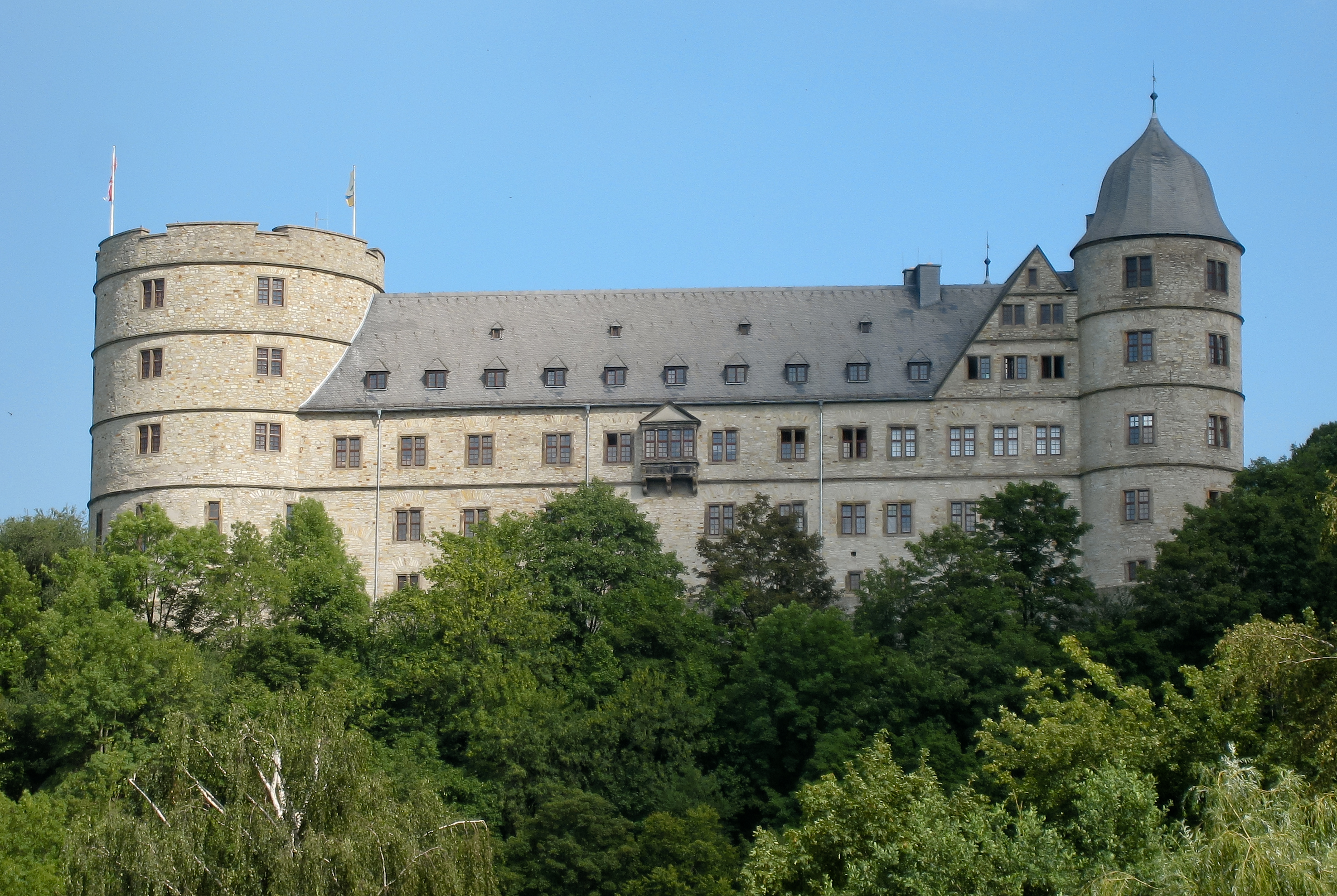
Wewelsburg